# Liste der Biografien/Dem
Liste der Biografien |
Portal Biografien |
Personensuche
# |
A |
B |
C |
D |
E |
F |
G |
H |
I |
J |
K |
L |
M |
N |
O |
P |
Q |
R |
S |
T |
U |
V |
W |
X |
Y |
Z |
?
 
Da |
Db |
Dc |
Dd |
De |
Dg |
Dh |
Di |
Dj |
Dk |
Dl |
Dm |
Dn |
Do |
Dq |
Dr |
Ds |
Du |
Dv |
Dw |
Dy |
Dz
 
De A |
De B |
De C |
De D |
De E |
De F |
De G |
De H |
De J |
De K |
De L |
De M |
De N |
De P |
De Q |
De R |
De S |
De T |
De V |
De W |
De Y |
De Z 

Dea |
Deb |
Dec |
Ded |
Dee |
Def |
Deg |
Deh |
Dei |
Dej |
Dek |
Del |
Dem |
Den |
Deo |
Dep |
Deq |
Der |
Des |
Det |
Deu |
Dev |
Dew |
Dex |
Dey |
Dez
Die Liste der Biografien führt alle Personen auf, die in der deutschsprachigen Wikipedia einen Artikel haben. Dieses ist eine Teilliste mit 886 Einträgen von Personen, deren Namen mit den Buchstaben „Dem“ beginnt.

## Dem
- Dem Sande, Hermann van, Benediktinerabt (Liesborn)
- Dem, Demba, gambischer Politiker
- Dem, Jamil (* 1993), deutscher Fußballspieler
- Dem, Saidou I., gambischer Politiker

### Dema
- Dema, Dorji (* 1983), bhutanische Bogenschützin
- Dema, Marjan (* 1957), kosovarischer Mathematiker und Universitätsrektor
- Dema, Wiktorija (* 2000), ukrainische Tennisspielerin
- Demachi, Giuseppe (1732–1791), italienischer Violinist und Komponist der Vorklassik
- Demachi, Yoshiaki (1943–1978), japanischer Eisschnellläufer
- Demachy, Jacques-François (1728–1803), französischer Chemiker und Apotheker
- Demachy, Robert (1859–1936), französischer Bankier, Maler, Fotograf und Schriftsteller
- Demaçi, Adem (1936–2018), albanischer Schriftsteller und Unabhängigkeitskämpfer
- Demades, griechischer Redner und Staatsmann
- Demadonna, Gianni (* 1954), italienischer Leichtathletik-Manager
- Demagbo, Achille, deutscher Politiker (AfD) und Dolmetscher
- Demahis-Ballou, Rudy (* 2002), französischer Basketballspieler
- Demai, Aïmen (* 1982), algerisch-tunesischer Fußballspieler
- Demailly, Jean-Pierre (1957–2022), französischer Mathematiker
- Demaine, Erik (* 1981), kanadisch-US-amerikanischer Mathematiker, Informatiker und Künstler
- DeMaio, Carl (* 1974), US-amerikanischer Politiker
- DeMaio, Joey (* 1954), US-amerikanischer Bassist, Gründer der Band ManowarJoey DeMaio (* 1954)

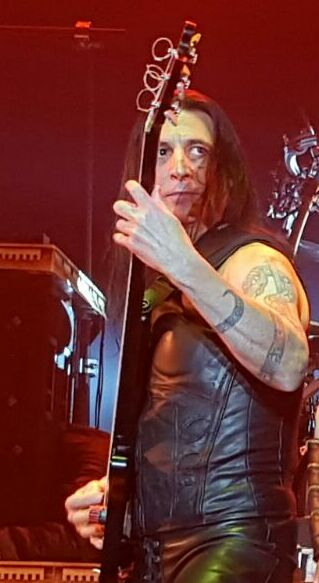
Joey DeMaio (* 1954)

- Demaison, François-Xavier (* 1973), französischer Schauspieler
- Demaizière, Colette (1929–2016), französische Romanistin und Grammatikhistorikerin
- Demaj, Leon (* 1997), deutscher Fußballspieler kosovarischer Abstammung
- Demaj, Leonora (* 1997), dänisch-kosovarische Handballspielerin
- Demakova, Helēna (* 1959), lettische Kunstwissenschaftlerin und Politikerin
- Demaku, Vesel (* 2000), kosovarischer Fußballspieler
- Demal, Klaus (* 1952), deutscher Kommunalpolitiker, Oberbürgermeister der Stadt Stutensee
- Deman, Berlinde (* 1982), belgische Jazzmusikerin (Tuba, Serpent, Euphonium)
- Deman, Olivier (* 2000), belgischer Fußballspieler
- Deman, Paul (1889–1961), belgischer Radrennfahrer
- Deman, Rudolf (1880–1960), österreichischer Geiger
- Deman, Tom (* 1995), belgischer Fußballspieler
- Demand, Christian (* 1960), deutscher Kunsthistoriker und Kulturphilosoph
- Demand, Heinrich (1902–1974), deutscher Politiker (SPD), MdL
- Demand, Sascha (* 1971), deutscher Musiker (Gitarre, Komposition)
- Demand, Thomas (* 1964), deutscher Künstler
- Demandolx, Jean-François (1744–1817), französischer römisch-katholischer Geistlicher und Bischof von Amiens
- Demandowsky, Ewald von (1906–1946), deutscher ReichsfilmdramaturgEwald von Demandowsky (1906–1946)

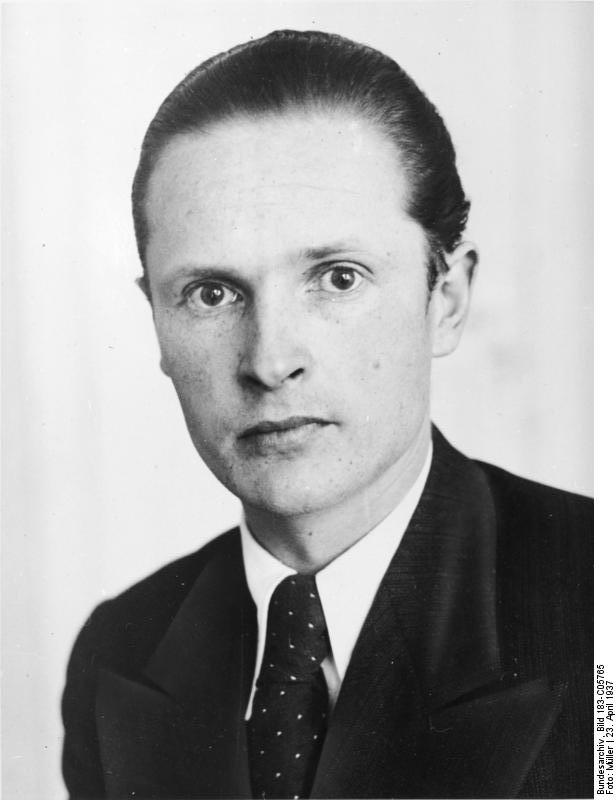
Ewald von Demandowsky (1906–1946)

- Demandt, Alexander (* 1937), deutscher Althistoriker
- Demandt, Karl Ernst (1909–1990), deutscher Historiker
- Demandt, Philipp (* 1971), deutscher Kunstwissenschaftler
- Demandt, Simone (* 1959), deutsche Fotokünstlerin und Hochschullehrerin
- Demandt, Sven (* 1965), deutscher Fußballspieler und -trainer
- Demanet, Catherine (1943–2012), französische Schauspielerin
- Démanet, Lucien (1874–1943), französischer Turner
- Demange, Edgar (1841–1925), französischer Jurist
- Démange, Florian (1875–1938), französischer römisch-katholischer Priester und Apostolischer Vikar in Korea
- Demange, Herbert (* 1959), deutscher Fußballspieler
- Demange, Jean-Marie (1943–2008), französischer Politiker, Mitglied der Nationalversammlung
- Demange, Paul (1906–1970), französischer Verwaltungsbeamter und Politiker, Präfekt von Départements und Staatsminister von Monaco
- Demange, Pierre, französischer Jazzmusiker (Schlagzeug, Komposition)
- Demange, Yann (* 1977), britischer Filmregisseur
- Demangel, Émile (1882–1968), französischer Bahnradsportler
- Demangel, Robert (1891–1952), französischer Klassischer Archäologe
- Demangeon, Albert (1872–1940), französischer Geograph
- Demann, Franziskus (1900–1957), deutscher römisch-katholischer Geistlicher, Bischof von OsnabrückFranziskus Demann (1900–1957)

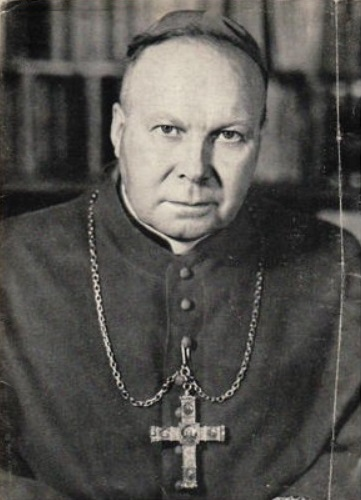
Franziskus Demann (1900–1957)

- Demann, Hermann (* 1898), deutscher Ministerialrat
- Demann, Kristin (* 1993), deutsche Fußballspielerin
- Demanow, Andrei Jurjewitsch (* 1985), russischer Gewichtheber
- Demant, Ebbo (* 1943), deutscher Dokumentarfilmautor, Regisseur und Journalist
- Demant, Frank (* 1959), deutscher Schriftsteller
- Demant, Hans (* 1950), deutscher Manager
- Demant, Isidor (1880–1953), österreichischer Architekt, Maler und Beamter
- Demant, Peter Ulrik Frederik (1802–1868), dänischer Orgelbauer
- Demant-Hatt, Emilie (1873–1958), dänische Malerin, Schriftstellerin und Ethnographin
- Demantius, Christoph (1567–1643), deutscher Komponist
- Demantowsky, Marko (* 1970), deutscher HistorikerMarko Demantowsky (* 1970)

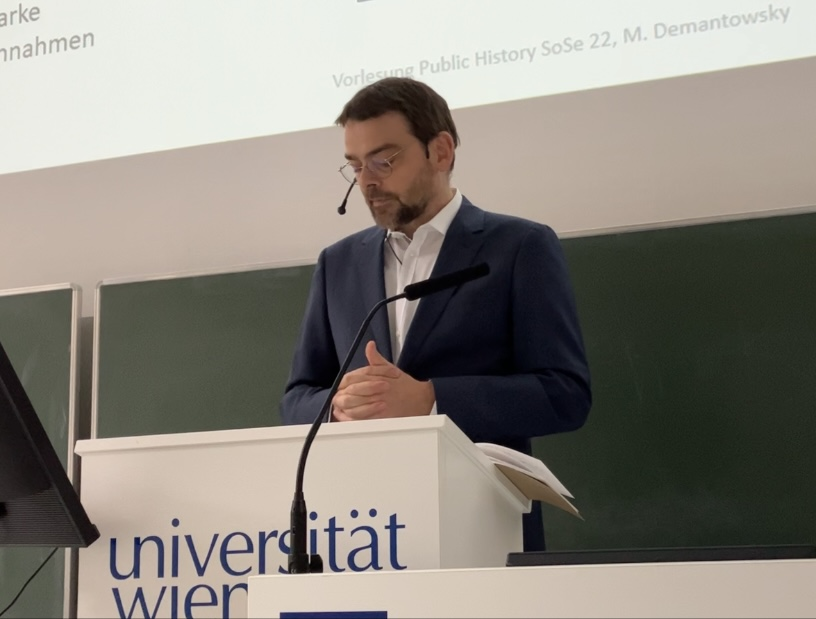
Marko Demantowsky (* 1970)

- Demanuelle, David (* 1981), kroatischer Cyclocross- und Straßenradrennfahrer
- Démar, Claire († 1833), Feministin, Journalistin und Schriftstellerin
- Demar, Clara Luisa, Schweizer Künstlerin
- DeMar, Clarence (1888–1958), US-amerikanischer Leichtathlet
- DeMar, Larry, US-amerikanischer Videospiel- und Flipperautomaten-Designer
- Démar, Lukáš (* 1996), französisch-tschechischer Volleyballspieler
- Demar, Sebastian (1763–1832), französischer Komponist, Pianist, Organist, Pädagoge und Herausgeber von Musikalien deutscher Herkunft
- Demar, Thérèse (1786–1858), deutsch-französische Harfenistin, Sängerin, Komponistin und Verlegerin
- Demara, AnnaMaria, kanadische Schauspielerin
- Démarais, Annette (* 1976), Schweizer Schauspielerin, Artistin, Sängerin und Musikerin
- Demaratos aus Korinth, Korinther des Altertums aus dem vornehmen Geschlecht der Bacchiaden
- Demarçay, Eugène-Anatole (1852–1903), französischer Chemiker
- DeMarce, Virginia (* 1940), US-amerikanische SF-Schriftstellerin und Historikerin
- Demarchelier, Patrick (1943–2022), französischer FotografPatrick Demarchelier (1943–2022)

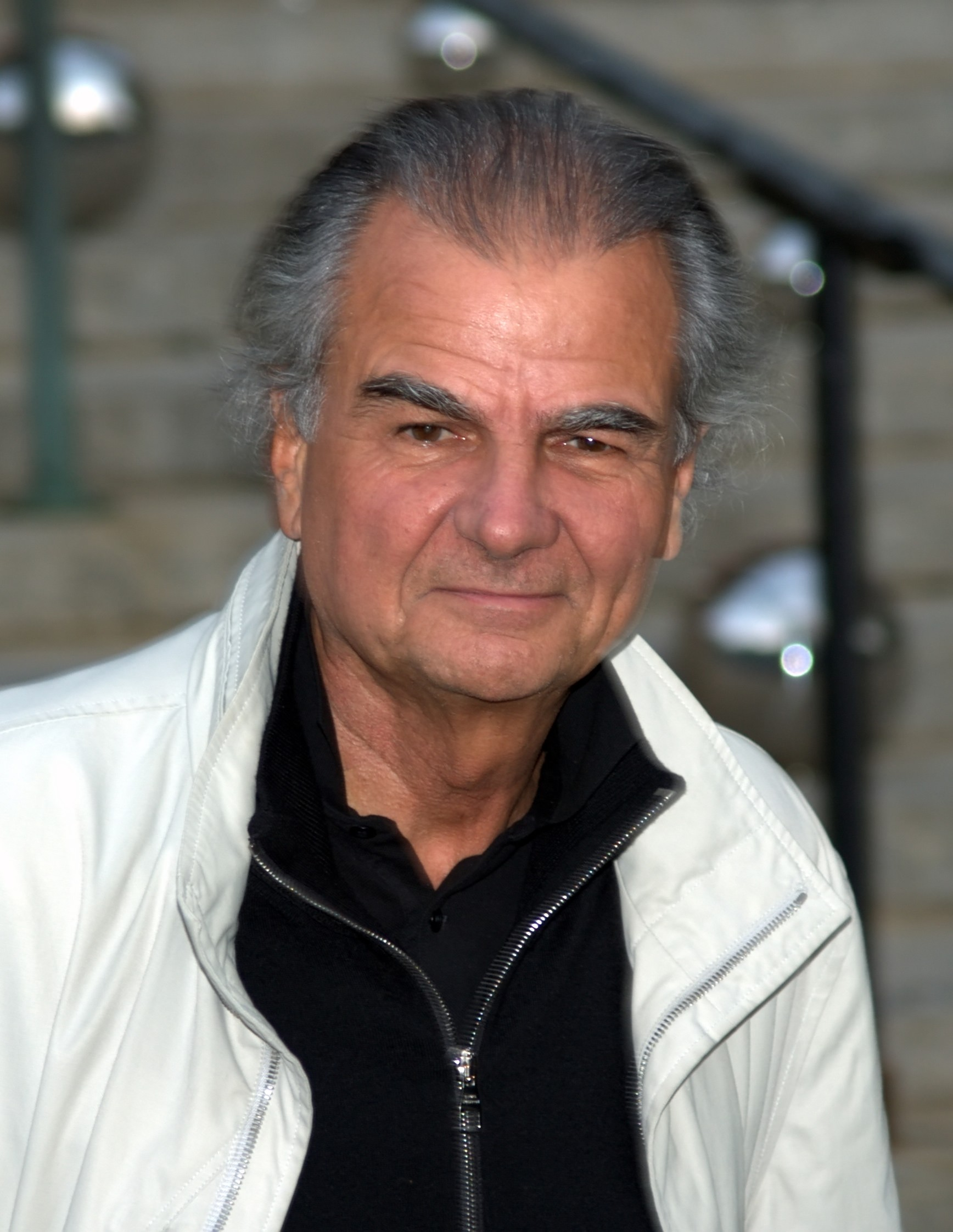
Patrick Demarchelier (1943–2022)

- Demarchi, Agostino (1813–1890), Schweizer Arzt, Politiker, Tessiner Nationalrat, Staatsrat und Ständerat
- Demarchos, Satrap des hellespontischen Phrygien (Kleinphrygien)
- Demarco (* 1982), jamaikanischer Musiker
- DeMarco, Antonio (* 1986), mexikanischer Boxer im Leichtgewicht
- Demarco, Bert (1924–2012), schottischer Snooker- und English-Billiards-Spieler, Billardfunktionär und -trainer sowie Unternehmer
- Demarco, Enrique (1923–1994), uruguayischer Radrennfahrer
- DeMarco, Frankie, US-amerikanischer Kameramann
- Demarco, Héctor (1936–2010), uruguayischer Fußballspieler
- Demarco, Hugo (1932–1995), argentinischer kinetischer Künstler
- DeMarco, Laura (* 1974), US-amerikanische Mathematikerin
- DeMarco, Mac (* 1990), kanadischer MusikerMac DeMarco (* 1990)

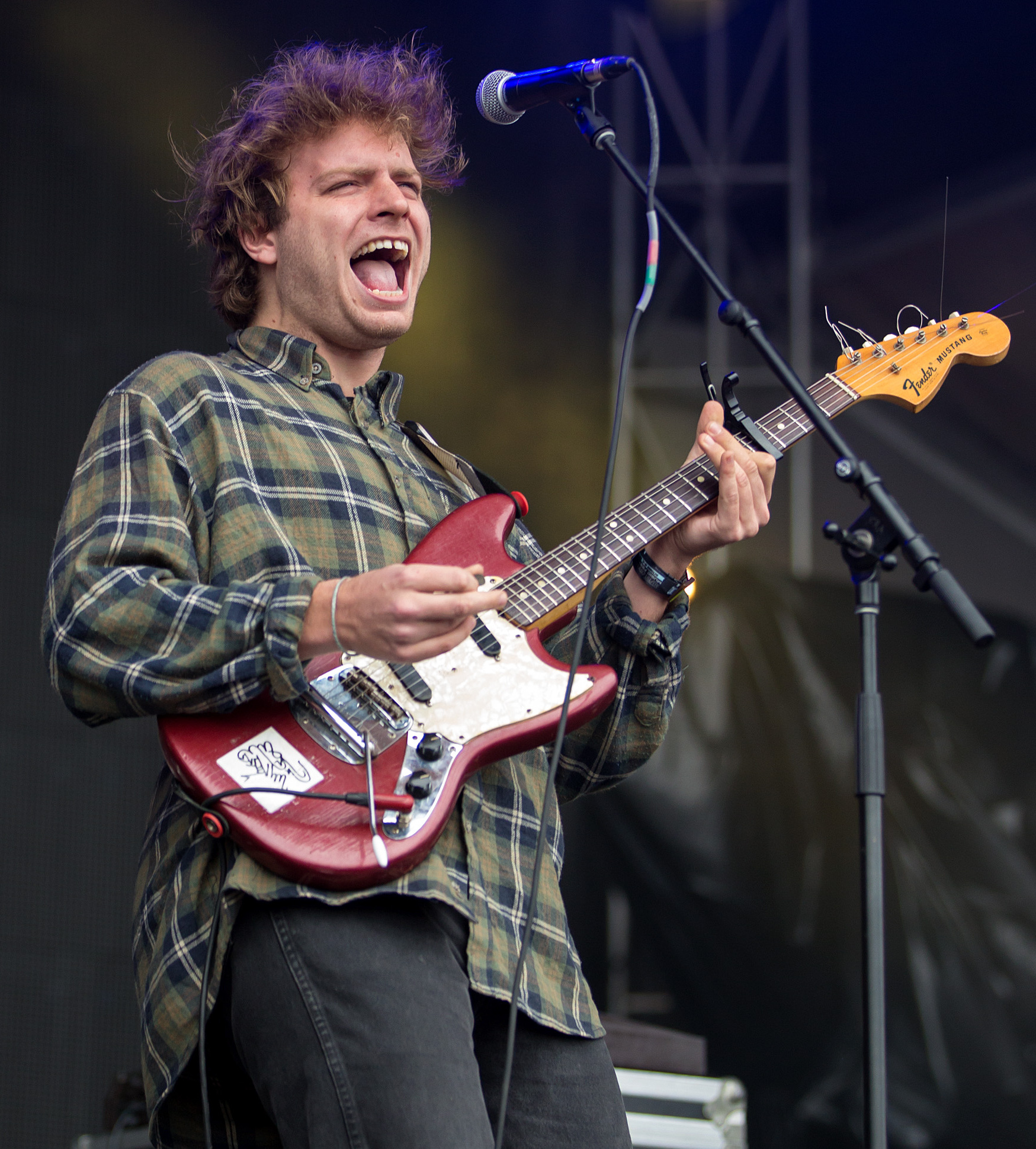
Mac DeMarco (* 1990)

- Demarco, Mario (1917–1970), argentinischer Bandoneonist, Bandleader, Tangokomponist und Arrangeur
- DeMarco, Paddy (1928–1997), US-amerikanischer Boxer im Leichtgewicht
- DeMarco, Tom (* 1940), US-amerikanischer Autor
- DeMarco, Tony (1932–2021), US-amerikanischer Boxer im Weltergewicht
- Demarcy-Mota, Emmanuel (* 1970), französischer Regisseur und Schauspieler
- Demarczyk, Ewa (1941–2020), polnische Musikerin und Schauspielerin
- Démare, Arnaud (* 1991), französischer Radrennfahrer
- Demaré, Jules (* 1871), französischer Ruderer
- Demare, Lucio (1906–1974), argentinischer Tangopianist und -komponist
- Demare, María José (* 1949), argentinische Schauspielerin und Tangosängerin
- DeMare, Patrick (1916–2008), britischer Psychiater und Psychoanalytiker
- Demaree, Ben, US-amerikanischer Filmschaffender und Kameramann
- Demarest, Calvin (1888–1925), US-amerikanischer Billardspieler und Weltmeister
- Demarest, William (1892–1983), US-amerikanischer Filmschauspieler und Komiker
- Demaret, Jean-Eudes (* 1984), französischer Radrennfahrer
- Demaret, Jimmy (1910–1983), US-amerikanischer Golfspieler
- Demaret, Martine (* 1952), französische Schauspielerin
- Demargne, Pierre (1903–2000), französischer Klassischer Archäologe
- DeMaria, Anthony J. (* 1931), US-amerikanischer Physiker
- Demaría, Attilio (1909–1990), argentinisch-italienischer Fußballspieler und -trainer
- Demaria, Tommaso (1908–1996), italienischer Ordensgeistlicher und Theologe
- Demarin, Massimo (* 1979), kroatischer Radrennfahrer
- DeMarinis, Rick (1934–2019), US-amerikanischer Schriftsteller
- Demaris, Ovid (1919–1998), US-amerikanischer Journalist und Schriftsteller
- Demarle, Georges, französischer Turner
- Demarmels, Claudia (* 1954), Schweizer Schauspielerin
- Demarmels, Ludwig (1917–1992), Schweizer Skisportler und Kunstmaler
- Demarne, Jean-Louis (1754–1829), französischer Maler und Radierer
- Demarquay, Jean Nicolas (1814–1875), französischer Chirurg
- Demarquez, Suzanne (1899–1965), französische Komponistin und Musikschriftstellerin
- DeMars, Bruce (1935–2024), US-amerikanischer Admiral der US Navy
- Demars, Charles (1702–1774), französischer Organist
- Demars, Jean-Odéo (1695–1756), französischer Organist, Cembalist und Komponist
- Demarsan, Éric (* 1938), französischer Filmkomponist
- Demarsy, Jeanne (1865–1937), französische Schauspielerin und Modell von Pierre-Auguste Renoir und Édouard Manet
- Demarteau, Gilles (1722–1776), französischer Stecher, Radierer und Kunstverleger
- Demarteau, Wilhelmus Joannes (1917–2012), niederländischer Geistlicher, römisch-katholischer Bischof von Banjarmasin
- Demarthon, Francis (* 1950), französischer Leichtathlet
- Demartini, Patricia (* 1950), französische Eisschnellläuferin
- DeMartini, Warren (* 1963), US-amerikanischer GitarristWarren DeMartini (* 1963)

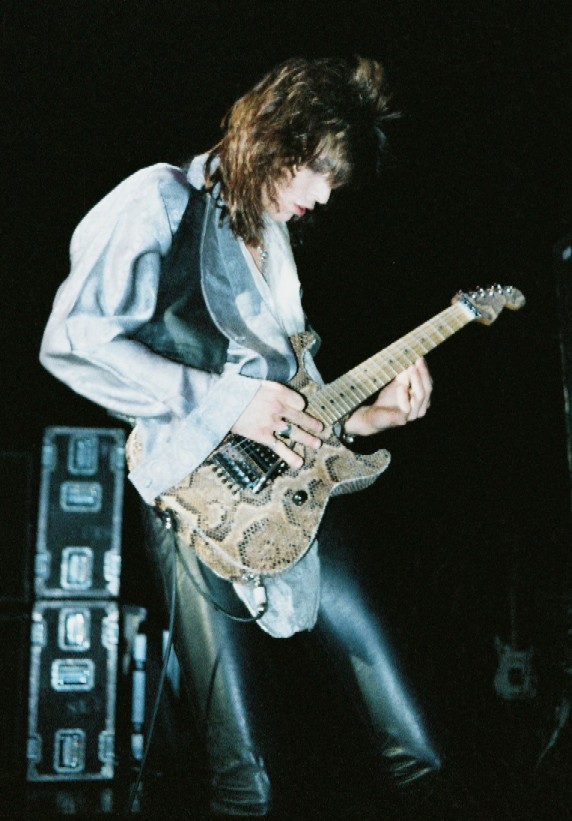
Warren DeMartini (* 1963)

- Demarty, Jean-Luc (* 1952), französischer EU-Beamter
- Demary, Helmut (1929–2012), deutscher Grafiker und Designer
- Demary, Stefan (1958–2010), deutscher Konzeptkünstler
- Demas, William (1929–1998), Politiker und Manager aus Trinidad und Tobago und erster Generalsekretär der CARICOM
- Demasduit († 1820), neufundländische Indianerin, eine der letzten vom Volk der Beothuk
- DeMattei, Susan (* 1962), US-amerikanische Mountainbikerin
- DeMatteis, Jean Marc (* 1953), US-amerikanischer Comicautor und -zeichner
- Demattio, Frederike (* 1965), deutsch-italienische Sachbuchautorin
- DeMause, Lloyd (1931–2020), US-amerikanischer Sozialwissenschaftler und Kindheitsforscher
- Demay, Coralie (* 1992), französische Radsportlerin
- Demayo, Paul (1967–2005), US-amerikanischer IFBB-Bodybuilder
- Demazis, Orane (1894–1991), französische Schauspielerin
- Demazure, Michel (* 1937), französischer Mathematiker

### Demb
- Demba, Awa (* 1997), gambische Fußballspielerin
- Demba, Judith (* 1957), deutsche Politikerin (SED, Bündnis 90, Die Linke), MdA, Vertreterin der Bürgerrechtsbewegung der DDR
- Demba-Nyrén, Njogu (* 1979), schwedisch-gambischer Fußballspieler
- Dembach, Adolf (1894–1982), deutscher Politiker (Zentrum, CDU), MdL
- Dembeck, John (1914–1993), kanadischer Geiger und Bratschist
- Dembeck, Till (* 1976), deutscher Germanist
- Dembélé, Bintou (* 1975), französische Tänzerin und Choreografin
- Dembélé, Bira (* 1988), französischer Fußballspieler
- Dembélé, Denis (* 1978), ivorischer Fußballschiedsrichter
- Dembélé, Garra (* 1986), französisch-malischer Fußballspieler
- Dembélé, Habib (* 1962), malischer, französischer Schauspieler, Romancier, Dichter, Dramatiker und Politiker
- Dembélé, Jonas (* 1963), malischer römisch-katholischer Geistlicher, Bischof von Kayes
- Dembélé, Karamoko (* 2003), englisch-schottischer Fußballspieler
- Dembélé, Koko (* 1954), malischer Reggae-Sänger und -Gitarrist
- Dembélé, Mahamadou (* 1999), französischer Fußballspieler
- Dembelé, Mamadou (1934–2016), malischer Premierminister
- Dembélé, Mousa (* 1987), belgischer Fußballspieler
- Dembélé, Moussa (* 1996), französischer Fußballspieler
- Dembélé, Ousmane (* 1997), französischer FußballspielerOusmane Dembélé (* 1997)

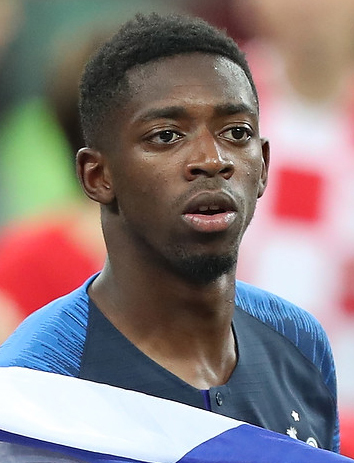
Ousmane Dembélé (* 1997)

- Dembélé, Siraba (* 1986), französische Handballspielerin
- Dembélé, Siriki (* 1996), schottisch-ivorischer Fußballspieler
- Dembélé, Sitha (* 2001), französische Handball- und Beachhandballspielerin
- Dember, Harry (1882–1943), deutscher Physiker
- Demberel, Doldschingiin (* 1938), mongolische Bogenschützin
- Demberel, Otschiryn (* 1963), mongolischer Boxer
- Demberg, Karl (1905–1952), deutscher Fußballspieler und -funktionär
- Demberg, Vera, deutsche Wissenschaftlerin
- Dembicki von Wrocien, Adam (1849–1933), österreichischer Feldmarschall
- Dembicki, Melitta (* 1946), deutsche Verwaltungs- und Verfassungsrichterin
- Dembicki, Stefan (1913–1985), französischer Fußballspieler
- Dembińska, Maria (1916–1996), polnische Historikerin
- Dembiński, Bronisław (1858–1939), österreichisch-polnischer Politiker
- Dembiński, Henryk (1791–1864), polnischer General
- Dembiński, Jacek (* 1969), polnischer Fußballspieler
- Dembinski, Paul (* 1955), polnisch-schweizerischer Wirtschaftswissenschaftler
- Dembinski, Uli (* 1959), deutscher Kunstflugpilot
- Dembitzer, Salamon (1888–1964), deutschsprachiger Schriftsteller und Journalist
- Dembo, Amir (* 1958), israelisch-US-amerikanischer Mathematiker
- Dembo, Jelena (* 1983), russische Schachspielerin
- Dembo, Richard (1948–2004), französischer Filmregisseur und Drehbuchautor
- Dembo, Tamara (1902–1993), amerikanische Gestaltpsychologin
- Demboba, Guremu (1934–2023), äthiopischer Radrennfahrer
- Dembołęcki, Wojciech (* 1585), polnischer Komponist
- Dembończyk, Tadeusz (1955–2004), polnischer Gewichtheber
- Dembowski, Bronisław (1927–2019), polnischer Geistlicher und Theologe, römisch-katholischer Bischof von Włocławek
- Dembowski, Edward (1822–1846), polnischer Philosoph, Revolutionär und Publizist
- Dembowski, Ercole (1812–1881), italienischer Astronom
- Dembowski, Gerd (* 1972), deutscher Sozialwissenschaftler und Autor
- Dembowski, Heinrich (1812–1901), deutscher Lehrer in Königsberg
- Dembowski, Heinz, deutscher Oberleutnant und Sachbuchautor
- Dembowski, Hermann (1928–2012), deutscher evangelischer Theologe und Hochschullehrer
- Dembowski, Leon (1823–1904), polnischer Landschaftsmaler
- Dembowski, Paweł (* 1983), polnischer Übersetzer, Verleger und politischer Aktivist
- Dembowski, Peter (1928–1971), deutscher Mathematiker
- Dembri, Mohamed Salah (1938–2020), algerischer Politiker und Diplomat
- Dembrovszki, Emerich (* 1945), rumänischer Fußballspieler und -trainer
- Dembski, Günther (* 1943), österreichischer Numismatiker
- Dembski, William A. (* 1960), US-amerikanischer Mathematiker, Philosoph und Theologe
- Demby, Albert (1934–2021), sierra-leonischer Politiker (SLPP), Vizepräsident

### Demc
- Demchugdongrub (1902–1966), mongolischer PrinzDemchugdongrub (1902–1966)

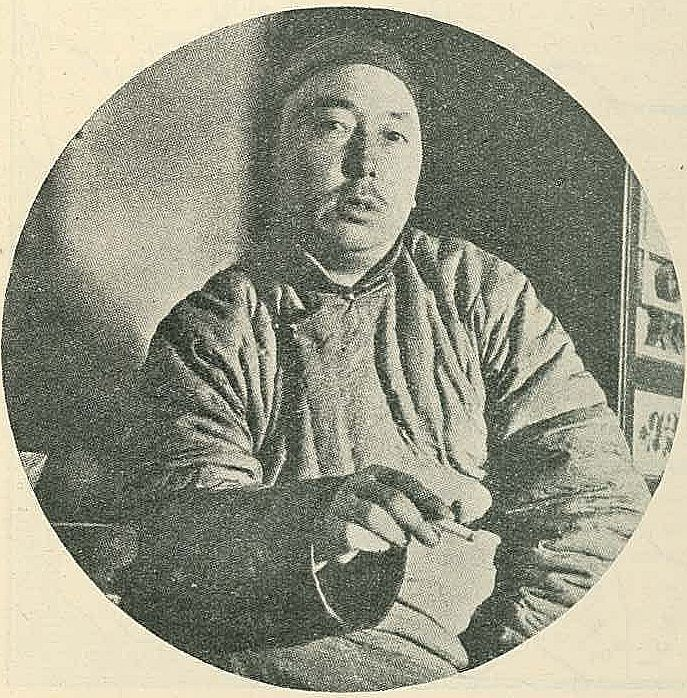
Demchugdongrub (1902–1966)

### Deme
- Deme, József (* 1951), ungarischer Kanute
- Deme, Masanobu (1932–2016), japanischer Regisseur
- Demé, Simone (* 1982), italienischer Naturbahnrodler
- Démé, Victor (1962–2015), burkinischer Gitarrist und Sänger
- Demeautis, Christophe, französischer Amateurastronom und Asteroidenentdecker
- Demeč, Juraj (* 1945), tschechoslowakischer Sprinter
- Demedts, André (1906–1992), flämischer Schriftsteller
- Demeester, Ann (* 1975), belgische Kunsthistorikerin und Museumsleiterin
- Demeester, Marie-Louise (1857–1928), belgische Ordensschwester, Missionarin und Ordensgründerin
- Demeester, Wivina (* 1943), belgische Politikerin (CD&V)
- Demehin, Oluwatosin (* 2002), nigerianische Fußballspielerin
- Demeksa Tokon, Kuma (* 1958), äthiopischer Politiker und Diplomat
- Demel, Carl (1858–1915), böhmisch-österreichischer Architekt
- Demel, Guy (* 1981), französisch-ivorischer FußballspielerGuy Demel (* 1981)

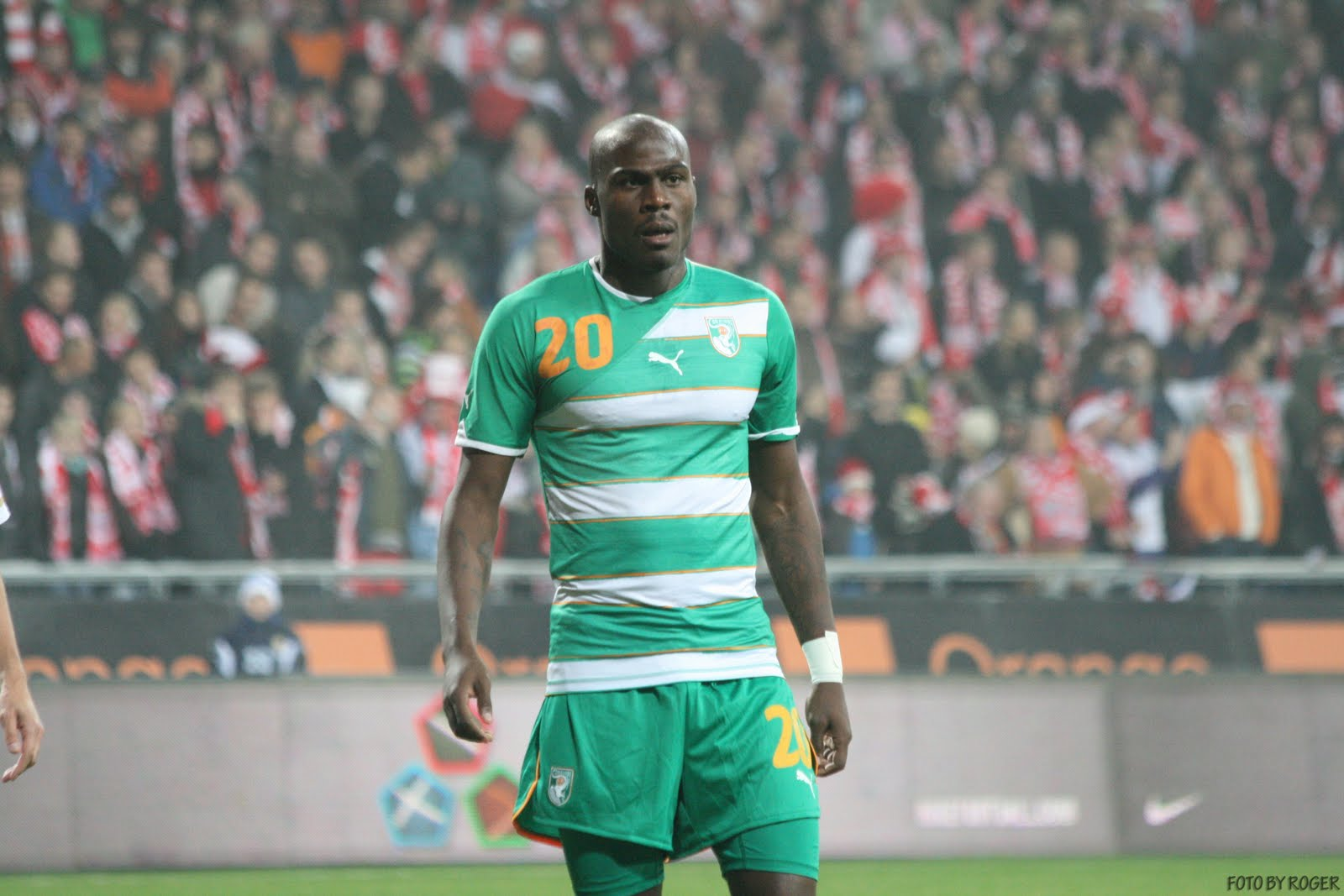
Guy Demel (* 1981)

- Demel, Hans (1872–1932), Theaterschriftsteller, Journalist und Lehrer
- Demel, Hans (1886–1951), österreichischer Ägyptologe
- Demel, Herbert (* 1953), österreichischer Manager
- Demel, Hermann (1897–1986), österreichischer Volksdramatiker und Theaterverleger
- Demel, Johann (1825–1892), österreichischer Jurist und Politiker
- Demel, Sabine (* 1962), deutsche Theologin und Hochschullehrerin
- Demel, Walter (1935–2023), deutscher Skilangläufer
- Demel, Walter (* 1953), deutscher Historiker
- Demelash, Yigrem (* 1994), äthiopischer Leichtathlet
- Demele, Ernst (* 1940), deutscher DDR-Bürgerrechtler
- Demeler, Joseph (1603–1659), deutscher Theologe
- Demelhuber, Karl Maria (1896–1988), deutscher General der Waffen-SS und SS-ObergruppenführerKarl Maria Demelhuber (1896–1988)

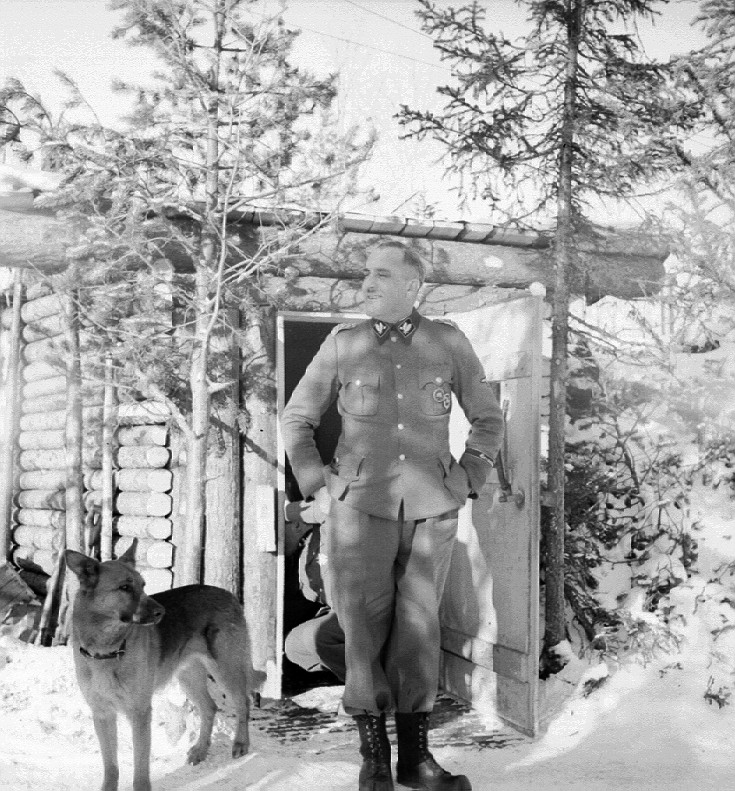
Karl Maria Demelhuber (1896–1988)

- Demelinne, Tony (* 1987), niederländischer Eishockeyspieler
- Demelius, August Christian († 1773), kursächsischer Bergbeamter, Mediziner und Kommunalpolitiker
- Demelius, Christian (1643–1711), deutscher Komponist
- Demelius, Gustav (1831–1891), deutsch-österreichischer Jurist und Hochschullehrer
- Demelius, Heinrich (1893–1987), österreichischer Rechtshistoriker und Zivilrechtler
- Demelius, Margarethe, österreichische Pianistin
- DeMello, Michael (* 1974), US-amerikanischer Schauspieler
- DeMelo, Dylan (* 1993), kanadischer Eishockeyspieler
- DeMelo, Savannah (* 1998), US-amerikanische Fußballspielerin
- DeMelo, Zachary Claman (* 1998), kanadischer Automobilrennfahrer
- Demén-Willaume, Richard (* 1986), schwedischer Eishockeyspieler
- Déméndi, László, ungarischer Adeliger und Bischof
- Demenego, Sisto, italienischer Skispringer
- Demeneix, Barbara (* 1949), britisch-französische Biologin und Endokrinologin
- Demenga, Gertrud (1918–1987), Schweizer Schauspielerin und Hörspielsprecherin
- Demenga, Thomas (* 1954), Schweizer Cellist und Komponist
- Demenizkaja, Raissa Michailowna (1912–1997), sowjetische bzw.russische Geologin und Geophysikerin
- Dement, William C. (1928–2020), US-amerikanischer Mediziner und Pionier der Schlafforschung
- Dementiev, Carolina (* 1989), panamaische Triathletin
- Dementjew, Georgi Petrowitsch (1898–1969), russischer Ornithologe
- Dementjew, Jehor (* 1987), ukrainischer Straßenradrennfahrer
- Dementjew, Jewgeni Alexandrowitsch (* 1983), russischer Skilangläufer
- Dementjew, Sergei (* 2001), kasachischer Zehnkämpfer
- Dementjewa, Jana (* 1978), ukrainische Ruderin
- Dementjewa, Jelena Wjatscheslawowna (* 1981), russische Tennisspielerin
- Dementjewa, Jelisaweta Grigorjewna (1928–2022), russische Kanutin
- Dementjewa, Swetlana (* 1976), russische Crosslauf-Sommerbiathletin
- Demenÿ, Georges (1850–1917), französischer Filmtechnikpionier, wissenschaftlicher Assistent und Präparator
- Demény, János (1915–1993), ungarischer Musikwissenschaftler
- DeMeo, Bob (1955–2022), amerikanischer Jazzmusiker (Schlagzeug)
- DeMeo, James (1949–2022), US-amerikanischer Geograph und Autor
- DeMeo, Roy (1942–1983), US-amerikanischer MafiosoRoy DeMeo (1942–1983)

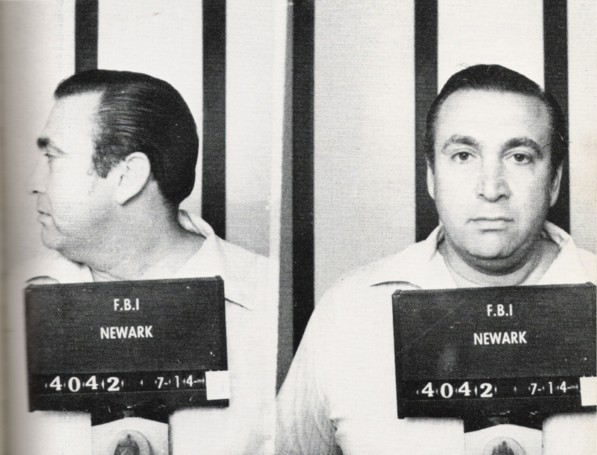
Roy DeMeo (1942–1983)

- Demerec, Milislav (1895–1966), jugoslawisch-US-amerikanischer Genetiker
- Demerer, Karl (1901–1973), österreichisch-polnischer Bankangestellter und jüdischer Lagerältester
- DeMerit, Jay (* 1979), US-amerikanischer Fußballspieler
- Demeritte, Dominic (* 1978), bahamaischer Leichtathlet
- DeMerle, Les (* 1946), US-amerikanischer Schlagzeuger, Sänger und Bigband-Leader der Jazz- und Fusionmusik
- Demerliac, Joséphine (* 1992), französische Filmregisseurin und Drehbuchautorin
- Demerouti, Evangelia (* 1970), griechische Psychologin und Hochschullehrerin
- Demers, Isabelle (* 1982), kanadische Konzertorganistin
- Demers, Jacques (* 1944), kanadischer Eishockeytrainer
- Demers, Jason (* 1988), kanadischer Eishockeyspieler
- Demers, Rock (1933–2021), kanadischer Filmproduzent
- Demersseman, Jules (1833–1866), französischer Flötist und Komponist
- Demertzis, Konstantinos (1876–1936), griechischer Politiker und Ministerpräsident
- Demerza, Alexej (* 2001), deutscher Handballspieler
- Demes, Eileen (* 1997), deutsche LeichtathletinEileen Demes (* 1997)

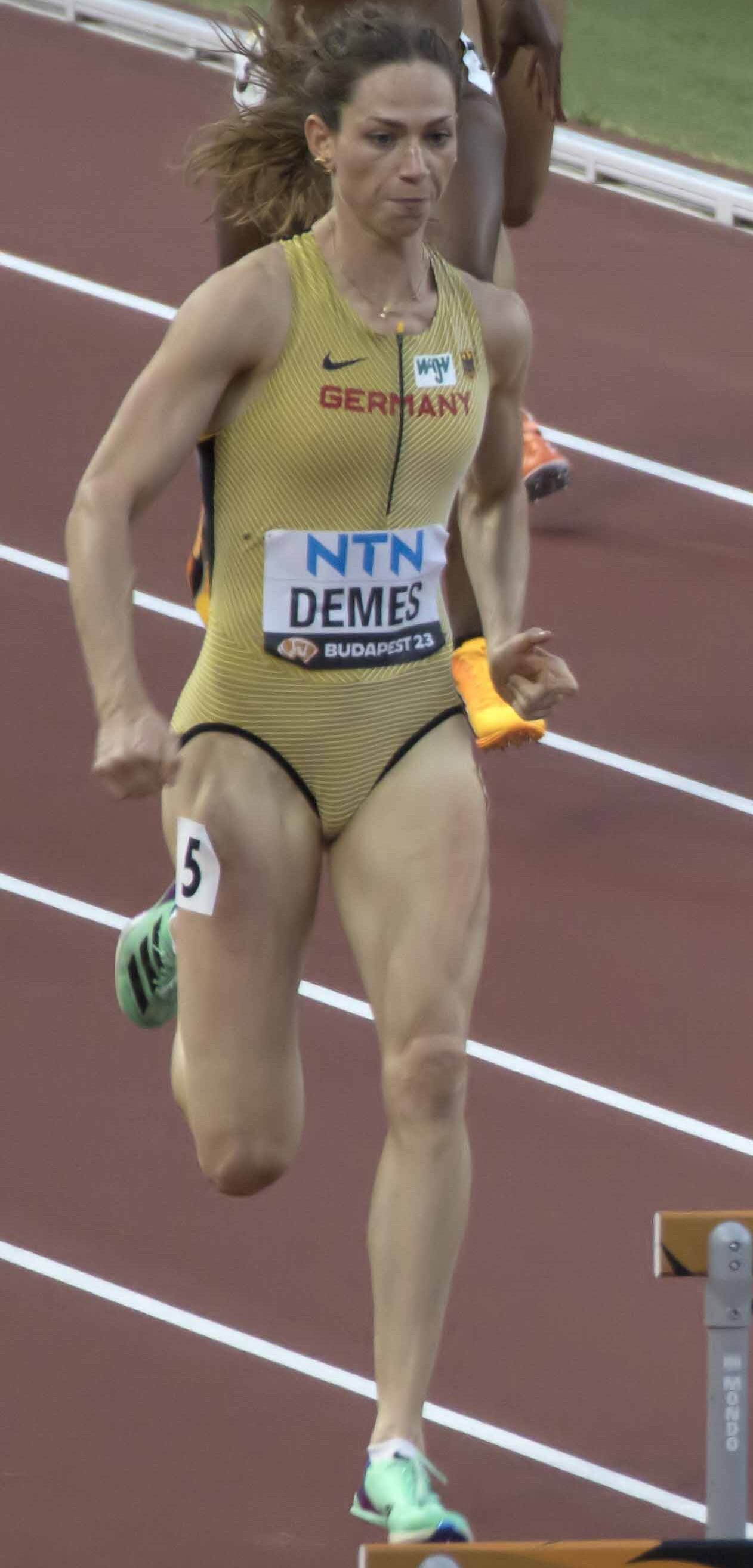
Eileen Demes (* 1997)

- Demeš, Pavol (* 1956), slowakischer Politiker
- Demeschko, Igor (* 1978), russischer Fußballschiedsrichterassistent
- Demesmaeker, Mark (* 1958), belgischer Fernsehmoderator und Politiker (N-VA), MdEP
- Demesmay, Claire (* 1975), deutsch-französische Politikwissenschaftlerin
- Demessieux, Jeanne (1921–1968), französische Komponistin, Pianistin, Organistin und Musikpädagogin
- Demet-Barry, Deirdre (* 1972), US-amerikanische Radrennfahrerin
- Demeter, Catherine (* 1963), deutsche Wirtschaftsmanagerin und Philanthropin, Mehrheitsvertreterin der Augustiner-Bräu Wagner KG MünchenCatherine Demeter (* 1963)

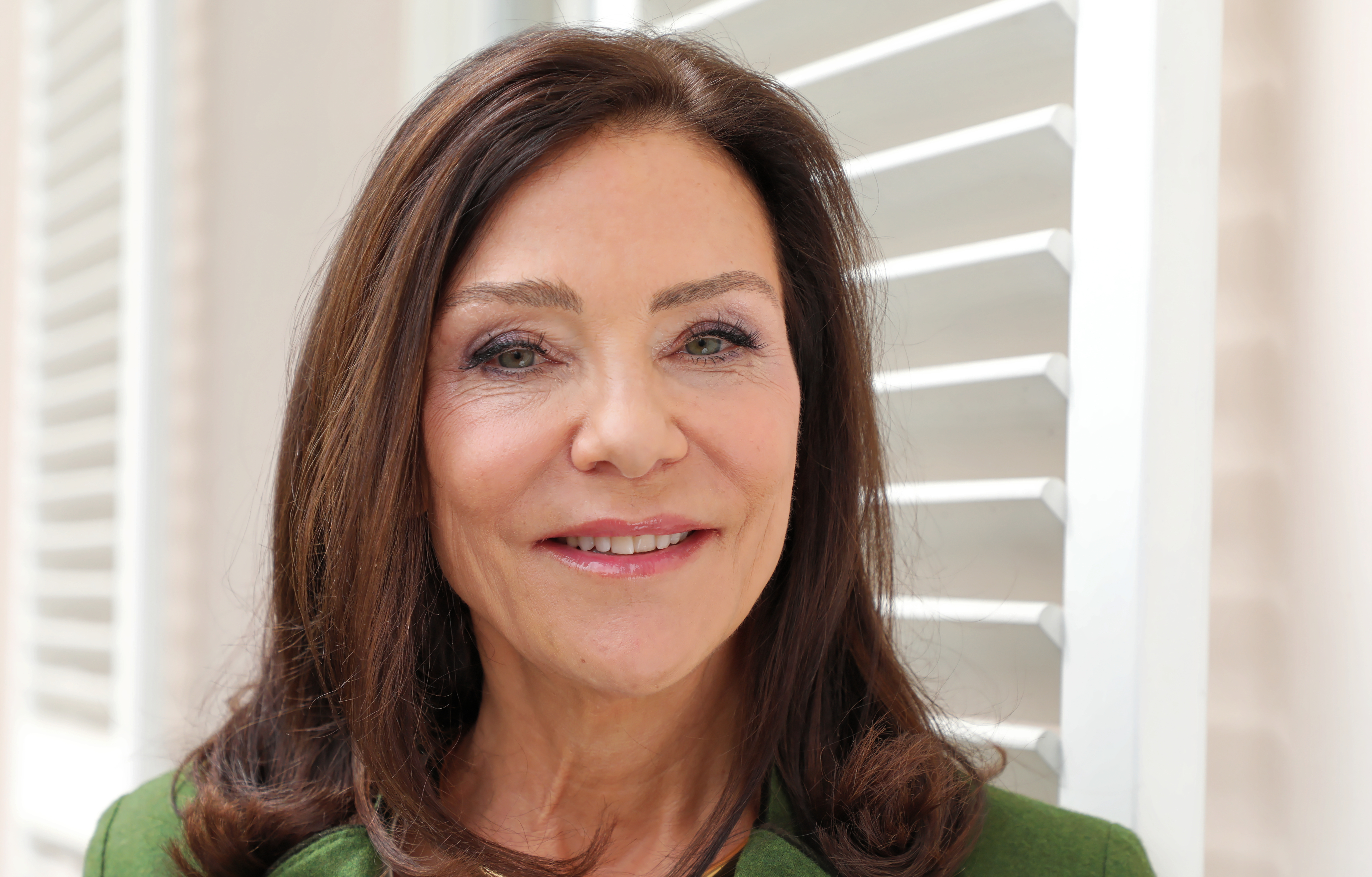
Catherine Demeter (* 1963)

- Demeter, Ciprian, rumänischer Mathematiker
- Demeter, Dimitrija (1811–1872), kroatischer Autor
- Demeter, Hans (1905–1993), deutscher Kaufmann und Politiker (SPD), MdL Bayern
- Demeter, Ignaz Anton (1773–1842), deutscher Erzbischof von Freiburg
- Demeter, Karl (1889–1976), deutscher Archivar, Historiker und Soziologe
- Demeter, Lorenz (1808–1871), deutscher Landwirt und Abgeordneter
- Demeter, Peter A. (1875–1939), deutscher Buchbinder, Typograph und Verleger
- Demetral, Chris (* 1976), US-amerikanischer Filmschauspieler
- Demetre I. (* 1093), georgischer König
- Demetre II. der Selbstaufopferer († 1289), georgischer König
- Demetrescu, Iuliana (* 1990), rumänische Fußballschiedsrichterin
- Demetriades, Georg (1899–1979), griechisch-deutscher Landschafts- und Porträtmaler
- Demetrianus, Bischof von Antiochien
- Demetrios, antiker griechischer Geschichtsschreiber
- Demetrios, graeco-ägyptischer Bildhauer
- Demetrios (Sohn des Heliodoros), griechischer Bildhauer
- Demetrios (Bildhauer), griechischer Bildhauer
- Demetrios, griechischer Silberschmied im Neuen Testament
- Demetrios, kynischer Philosoph (Korinth)
- Demetrios († 330 v. Chr.), Leibwächter Alexanders des Großen
- Demetrios, Reitergeneral Alexanders des Großen
- Demetrios, König von Kyrene
- Demetrios († 181 v. Chr.), makedonischer Prinz aus der Dynastie der Antigoniden
- Demetrios Gemistos, griechisch-orthodoxer Diakon und Liturgiker in Konstantinopel
- Demetrios I., König des griechisch-baktrischen Königreichs
- Demetrios I. († 150 v. Chr.), König des Seleukidenreiches
- Demetrios I. Kadi (1861–1925), syrischer Geistlicher, Patriarch von Antiochien
- Demetrios I. Poliorketes († 283 v. Chr.), makedonischer KönigDemetrios I. Poliorketes († 283 v. Chr.)

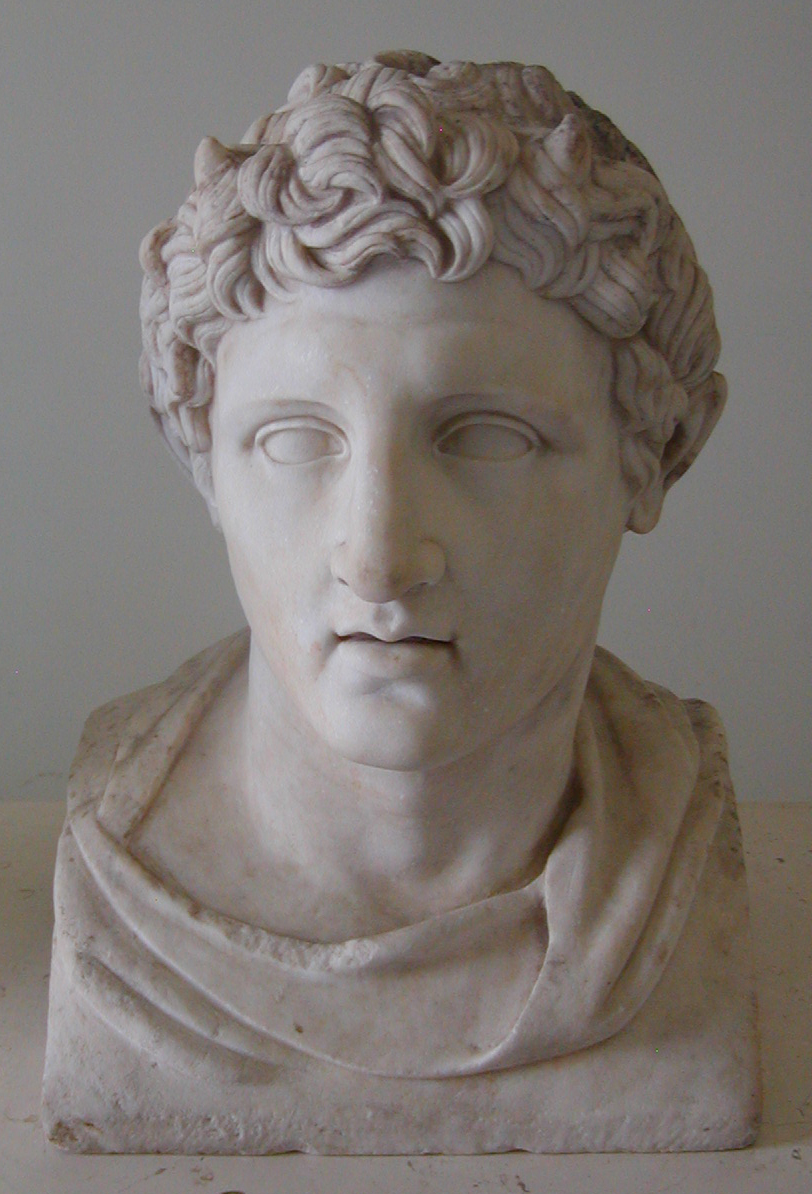
Demetrios I. Poliorketes († 283 v. Chr.)

- Demetrios II., griechisch-baktrischer König
- Demetrios II. (278 v. Chr.–229 v. Chr.), König von Makedonien
- Demetrios II. († 125 v. Chr.), König von Seleukiden
- Demetrios III. († 88 v. Chr.), Sohn von Antiochos VIII. und König
- Demetrios Komnenos Dukas, byzantinischer Despot in Thessaloniki, Sohn von Theodoros I. Komnenos Dukas
- Demetrios Kydones (* 1324), byzantinischer Theologe und leitender Minister
- Demetrios Lakon, griechischer Philosoph
- Demetrios Michael Dukas Komnenos Kutrules († 1304), byzantinischer Despot aus der Dynastie der Angeloi
- Demetrios Palaiologos, byzantinischer Prinz, Statthalter und Buchmaler; Sohn von Kaiser Andronikos II.
- Demetrios Palaiologos (1407–1470), Despot von Morea
- Demetrios von Amerika (* 1928), griechisch-orthodoxer Bischof in Amerika
- Demetrios von Kallatis, antiker griechischer Historiker
- Demetrios von Phaleron, antiker griechischer Philosoph und Politiker
- Demetrios von Pharos († 214 v. Chr.), illyrischer Herrscher
- Demetrios von Skepsis, griechischer Autor
- Demetrios von Thessaloniki, Christlicher Märtyrer und HeiligerDemetrios von Thessaloniki

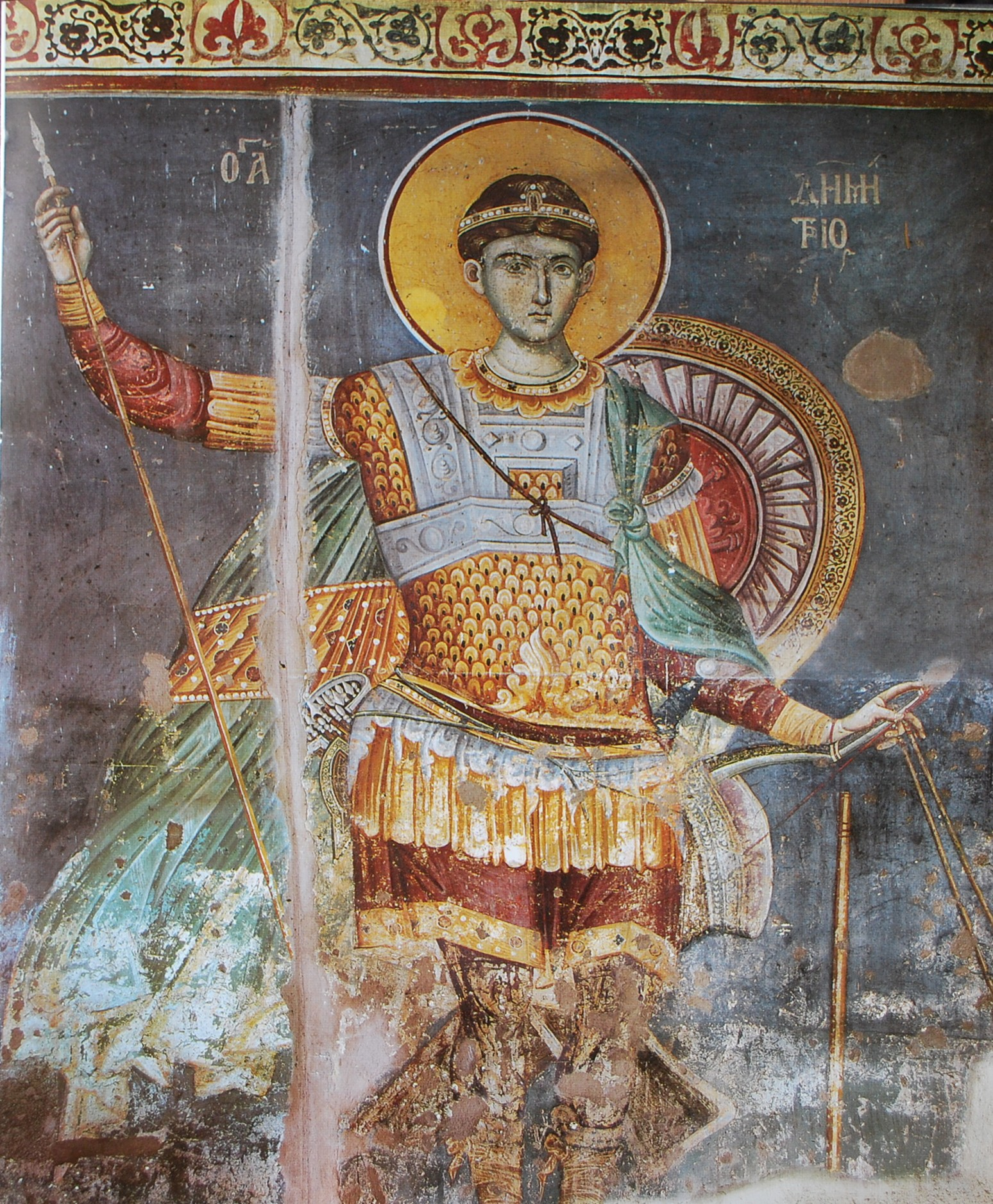
Demetrios von Thessaloniki

- Demetriou, Alexandro (* 1973), deutscher Powerlifter
- Demetriou, Annita (* 1985), zyprische Politikerin
- Demetriou, Cleo (* 2001), zyprisch-britische Schauspielerin
- Demetriou, Jamie (* 1987), britischer Comedian, Schauspieler und DrehbuchautorJamie Demetriou (* 1987)

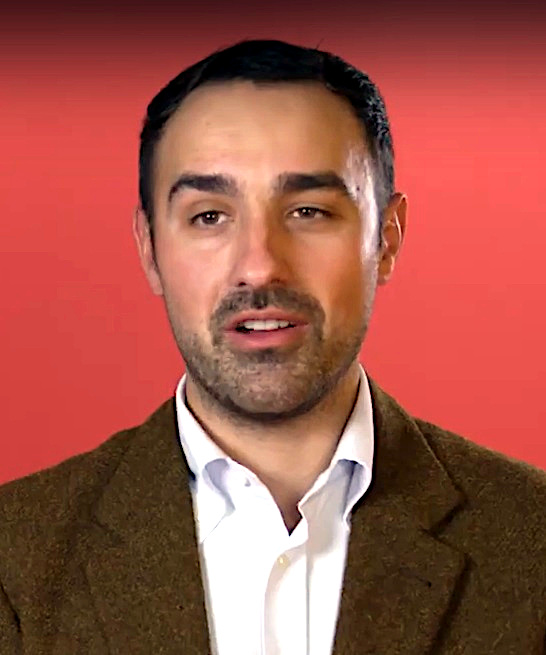
Jamie Demetriou (* 1987)

- Demetriou, Jason (* 1987), englisch-zyprischer Fußballspieler
- Demetriou, Panayiotis (* 1939), zyprischer Politiker (DISY), MdEP
- Demetriou, Yolanda (* 1983), deutsche Sportwissenschaftlerin und Hochschullehrerin
- Demetrius, römischer Statthalter von Zypern
- Demetrius, Kaiser von Äthiopien
- Demetrius I. (1914–1991), türkischer Geistlicher, Patriarch von Konstantinopel
- Demetrius von Alexandria († 232), Bischof von Alexandria
- Demetrius von Montferrat (1205–1230), König von Thessaloniki
- Demetrius, Lucia (1910–1992), rumänische Romanautorin, Dichterin, Dramatikerin und Übersetzerin
- Demetrovics, Rudolf (1914–1993), rumänischer Fußballspieler
- Demetz, Aron (* 1972), italienischer Holzbildhauer
- Demetz, Eduard (* 1958), italienischer Komponist (Südtirol)
- Demetz, Ferdinand (1842–1902), Südtiroler Bildhauer
- Demetz, Franz (1930–2025), ladinischer Politiker (Südtirol)
- Demetz, Frédéric-Auguste (1796–1873), französischer Jurist und Philanthrop
- Demetz, Giustina (* 1941), italienische Skirennläuferin
- Demetz, Hanspeter (* 1948), italienischer Architekt, Zeichner und Autor (Südtirol)
- Demetz, Herbert (1936–1965), italienischer Autorennfahrer
- Demetz, Karl (1909–1986), deutscher Landschafts- und Tiermaler
- Demetz, Lisa (* 1989), italienische Skispringerin
- Demetz, Maikol (* 1993), italienischer Biathlet
- Demetz, Mark (* 1981), italienischer Eishockeytorwart
- Demetz, Peter (1922–2024), US-amerikanischer GermanistPeter Demetz (1922–2024)

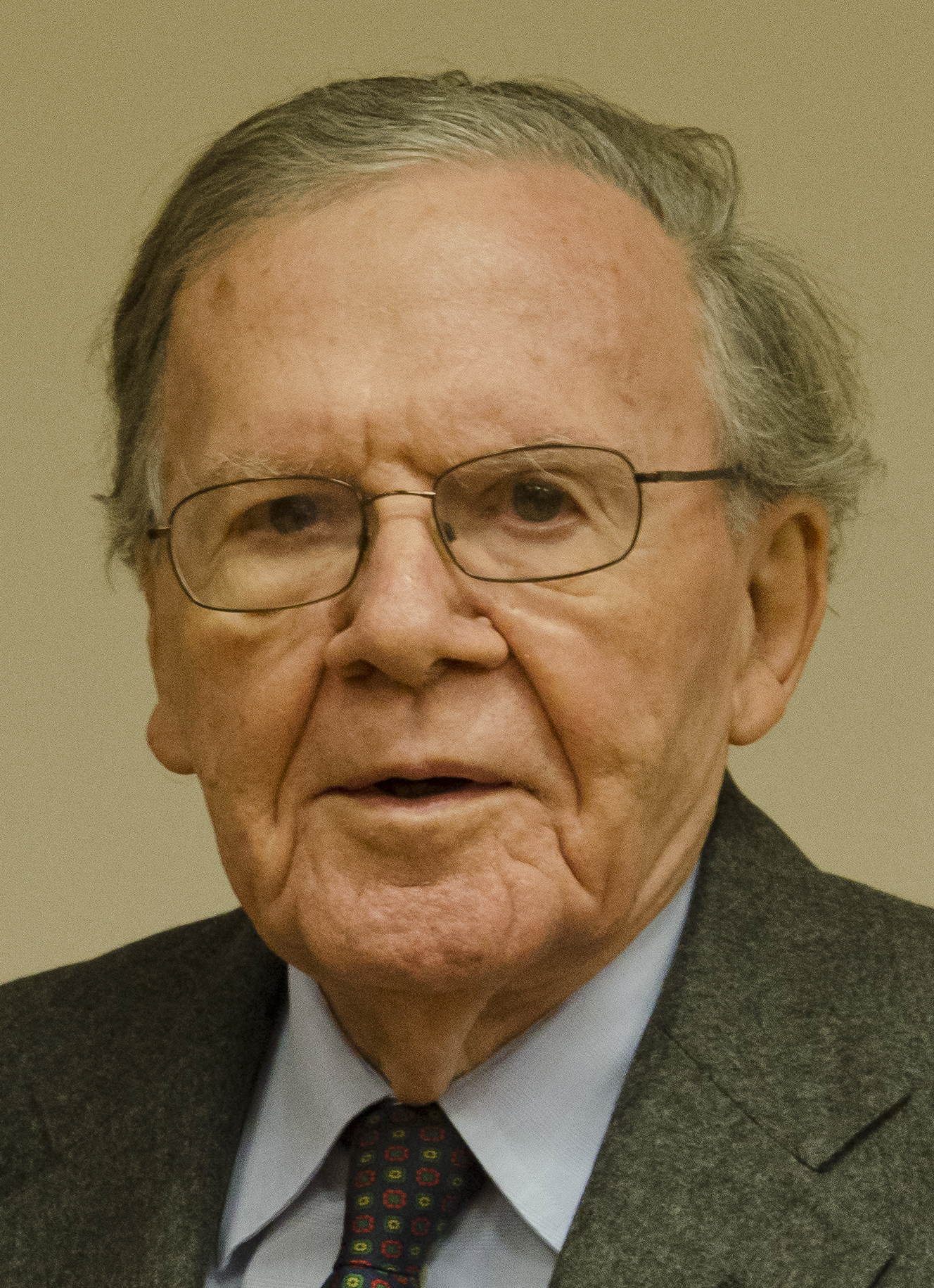
Peter Demetz (1922–2024)

- Demetz, Romina (* 1980), italienische Biathletin
- Demetz, Simon (* 1966), italienischer Biathlet
- Demetz, Vincenzo (1911–1990), italienischer nordischer Skisportler
- Demetz, Vinzenz Maria (1912–2006), italienischer Sänger (Südtirol)
- Demetz-Fëur, Peter (1913–1977), italienischer Landschaftsmaler (Südtirol)
- Demeuldre, Léon (* 1925), belgischer Jazzmusiker
- Demeulemeester, Ann (* 1959), belgische Modeschöpferin
- Demeurisse, René (1895–1961), französischer Maler
- Demeuter, Pol (1904–1934), belgischer Motorradrennfahrer
- Demeyer, Marc (1950–1982), belgischer Radrennfahrer

### Demg
- Demgen, Walter (1925–2010), deutscher Maler und Grafiker der Arbeitswelt

### Demh
- Demharter, Johann (* 1939), deutscher Jurist, Richter am Bayerischen Obersten Landesgericht
- Demhasaj, Shkelqim (* 1996), Schweizer Fussballspieler

### Demi
- Démia, Charles (1637–1689), französischer römisch-katholischer Geistlicher, Pädagoge und Ordensgründer
- Demian, Cyrill († 1847), österreichischer Orgel- und Klavierbauer
- Demian, Horia (1942–1989), rumänischer Basketballspieler
- Demiani, Carl Theodor (1801–1869), deutscher Maler
- Demiani, Gottlob Ludwig (1786–1846), deutscher Kämmerer, Bürgermeister (Görlitz)Gottlob Ludwig Demiani (1786–1846)

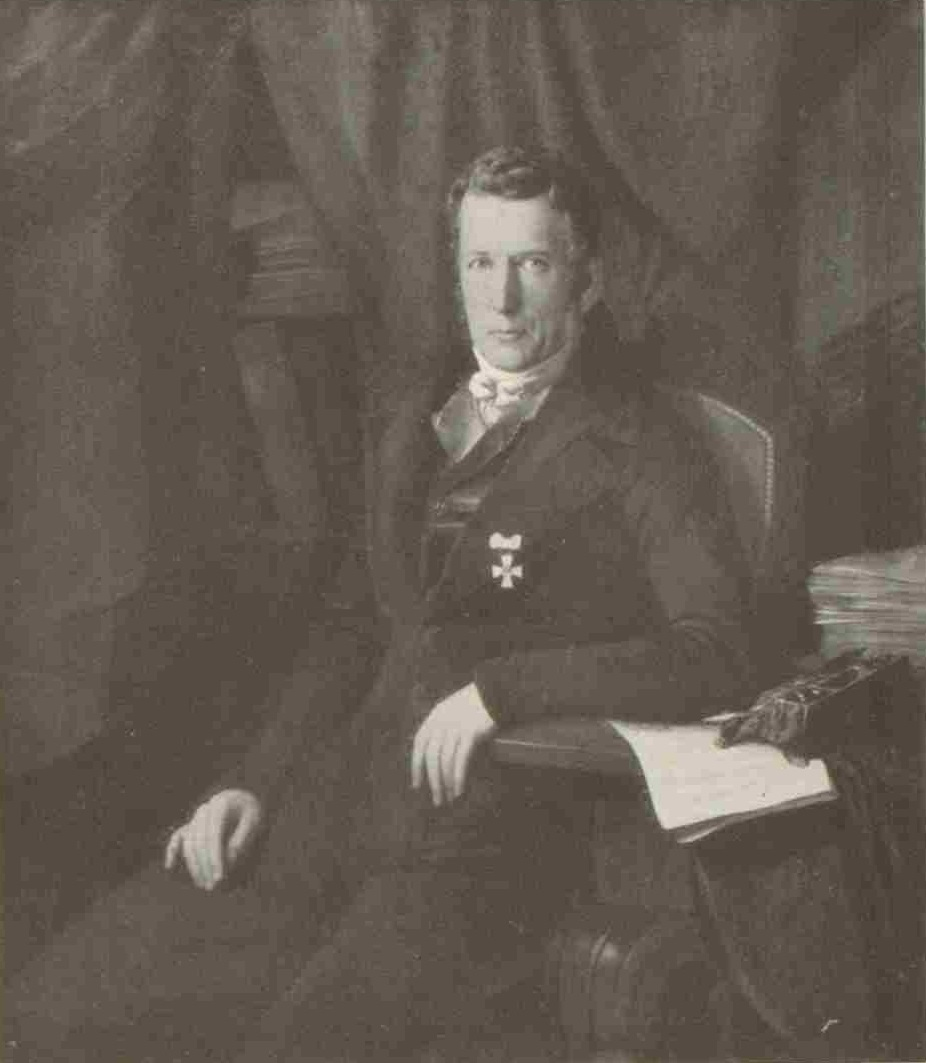
Gottlob Ludwig Demiani (1786–1846)

- Demiani, Hans (1857–1911), sächsischer Beamter, Jurist und Zinnsammler
- Demiani, Karl Friedrich (1768–1823), deutscher Maler und Porträtist
- Demiani, Wilhelm Feodor (1833–1907), sächsischer Rittergutsbesitzer und Politiker
- Demiashkin, Dmitri (* 1982), russischer Pianist mit Schweizer Staatsbürgerschaft
- Demic, Martin (* 1992), österreichischer Fußballspieler
- Demić, Mirko (* 1964), serbischer Schriftsteller
- DeMicco, Kirk (* 1969), US-amerikanischer Journalist, Schriftsteller, Filmregisseur und Produzent
- DeMichael, Ryan (* 1977), US-amerikanisch-deutscher Basketballspieler
- Demicheli, Alberto (1896–1980), uruguayischer Rechtsanwalt und Politiker
- Demicheli, Tulio (1914–1992), argentinischer Filmregisseur, Produzent und Drehbuchautor
- Demichelis, Martín (* 1980), argentinischer Fußballspieler und -trainerMartín Demichelis (* 1980)

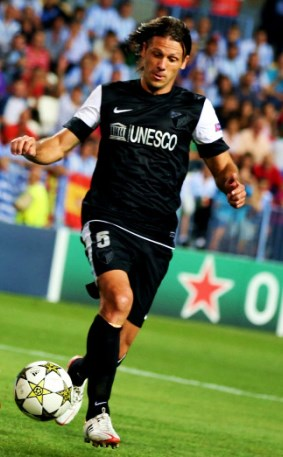
Martín Demichelis (* 1980)

- Demichow, Wladimir Petrowitsch (1916–1998), russischer Pionier der Transplantationschirurgie
- Demick, Barbara, US-amerikanische Journalistin
- Demick, Irina (1936–2004), französische Schauspielerin
- Demiddi, Alberto (1944–2000), argentinischer Ruderer
- Demidenko, Swetlana Gennadjewna (* 1976), russische Langstreckenläuferin
- Demidenko, Wiktor Georgijewitsch (* 1962), sowjetischer Radsportler
- Demidoff di San Donato, Anatole (1813–1870), Fürst von San Donato, russischer Industrieller
- Demidov, Vadim (* 1986), norwegischer Fußballspieler
- Demidow, Akinfi Nikititsch (1678–1745), russischer Industrieller
- Demidow, Alexander Grigorjewitsch (1737–1803), russischer Unternehmer
- Demidow, Georgi Georgijewitsch (1908–1987), russischer Physiker, Stalin-Opfer und Schriftsteller
- Demidow, Grigori Akinfijewitsch (1715–1761), russischer Unternehmer, Botaniker und Mäzen
- Demidow, Iwan Alexejewitsch (* 1981), russischer Pokerspieler
- Demidow, Nikita (1656–1725), russischer Industrieller
- Demidow, Nikita Akinfijewitsch (1724–1789), russischer Unternehmer und Mäzen
- Demidow, Nikolai Nikititsch (1773–1828), russischer Industrieller
- Demidow, Pawel Grigorjewitsch (1739–1821), russischer Privatgelehrter und Mäzen
- Demidow, Pawel Nikolajewitsch (1798–1840), russischer Offizier und Philanthrop
- Demidow, Pawel Pawlowitsch (1839–1885), russischer Philanthrop, Bürgermeister von Kiew
- Demidow, Pjotr Grigorjewitsch (1740–1826), russischer Unternehmer
- Demidow, Prokofi Akinfijewitsch (1710–1786), russischer Großindustrieller, Botaniker und Mäzen
- Demidow, Sergei (1961–2020), sowjetisch-norwegischer Handballspieler und -trainer
- Demidow, Sergei Sergejewitsch (* 1942), sowjetisch-russischer Mathematiker und Wissenschaftshistoriker
- Demidowa, Alla Sergejewna (* 1936), sowjetische bzw. russische Theater- und Filmschauspielerin
- Demidowa, Diana Dmitrijewna (* 1997), russische Tennisspielerin
- Demidowa, Marija Alexandrowna (1988–2013), russische Biathletin
- Demidowa, Walerija Wladimirowna (* 2000), russische Freestyle-Skisportlerin
- Demidowa, Wiktorija Ruslanowna (* 2005), russische Volleyballspielerin
- Demidowtzew, Grigorij (1960–2023), russischer Schriftsteller und Dramatiker
- Demie, Alexa (* 1990), US-amerikanische Schauspielerin und SängerinAlexa Demie (* 1990)

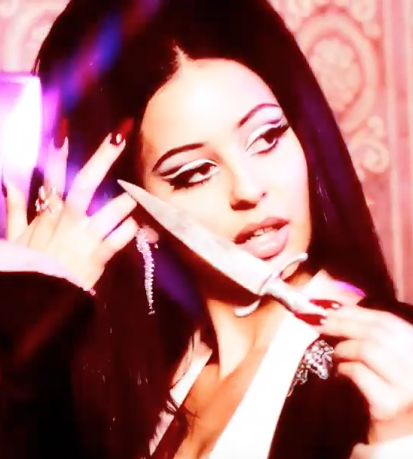
Alexa Demie (* 1990)

- Demierre, Anne-Claude (* 1961), Schweizer Politikerin
- Demierre, Jacques (* 1954), Schweizer Improvisationsmusiker und Komponist
- Demierre, Maurice (1957–1986), Schweizer Agronom
- Demierre, Serge (* 1956), Schweizer Radrennfahrer
- Demiéville, Henri (1888–1956), Schweizer Schwimmer und Wasserballspieler
- Demiéville, Jean-Louis (1809–1876), Schweizer Politiker, Staatsrat Waadt, Tagsatzungsgesandter
- Demiéville, Paul (1855–1947), Schweizer Mediziner
- Demiéville, Paul (1894–1979), schweizerisch-französischer Sinologe
- D’Emilio, John (* 1948), US-amerikanischer Historiker und Geschlechterforscher
- DeMille, Cecil B. (1881–1959), US-amerikanischer Regisseur und FilmproduzentCecil B. DeMille (1881–1959)

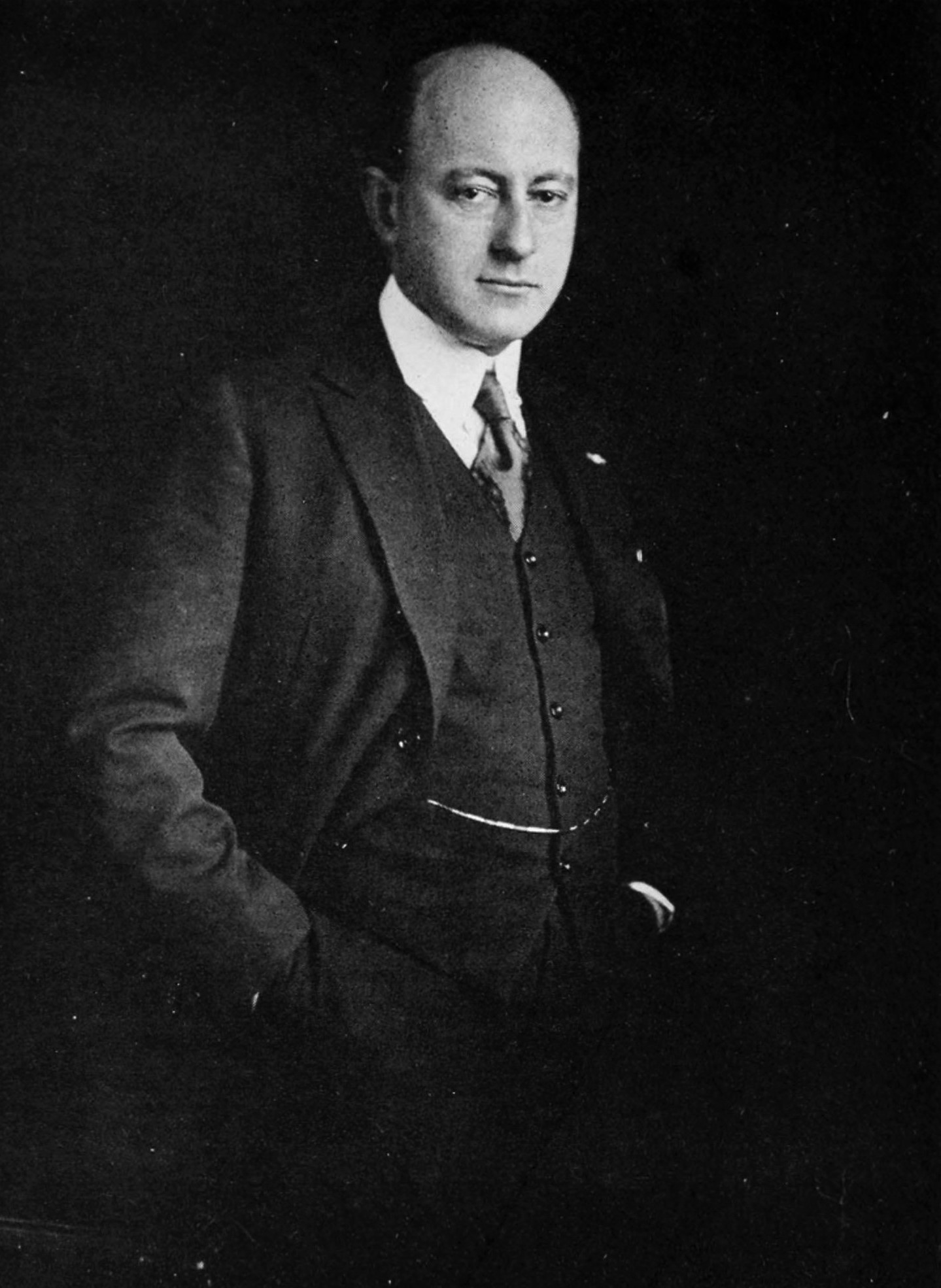
Cecil B. DeMille (1881–1959)

- DeMille, Katherine (1911–1995), US-amerikanische Schauspielerin
- DeMille, Nelson (1943–2024), US-amerikanischer Schriftsteller
- Deming, Benjamin F. (1790–1834), US-amerikanischer Politiker
- Deming, Emily (* 2007), US-amerikanische Tennisspielerin
- Deming, Henry C. (1815–1872), US-amerikanischer Politiker
- Deming, Olcott Hawthorne (1909–2007), US-amerikanischer Diplomat
- Deming, Peter (* 1957), US-amerikanischer Kameramann
- Deming, Richard (1915–1983), US-amerikanischer Autor von Kurzgeschichten und Kriminalromanen
- Deming, William Edwards (1900–1993), US-amerikanischer Physiker, Statistiker sowie Wirtschaftspionier im Bereich des Qualitätsmanagements
- Demings, Val (* 1957), US-amerikanische Politikerin
- DeMint, Jim (* 1951), US-amerikanischer Politiker
- Demir, Ahmet (* 1983), österreichischer Politiker (Grüne), Landtagsabgeordneter
- Demir, Ayetullah (* 2004), türkischer Hürdenläufer
- Demir, Aykut (* 1988), niederländisch-türkischer Fußballspieler
- Demir, Betül (* 1980), türkische Popmusikerin
- Demir, Birsu (* 1999), türkische Schauspielerin
- Demir, Çağla (* 1992), türkische Schauspielerin und Model
- Demir, Cem (* 1985), türkischer Fußballspieler
- Demir, Deniz (* 1985), türkischer Politiker (CHP)
- Demir, Edim (* 1985), türkischer Fußballspieler
- Demir, Emre (* 2004), türkischer Fußballspieler
- Demir, Ercan (* 1970), türkischer Bodybuilder
- Demir, Erdi (* 1964), türkischer Fußballspieler und -trainer
- Demir, Erdin (* 1990), schwedischer Fußballspieler türkischer Abstammung
- Demir, Ersin (* 1977), deutsch-türkischer Fußballspieler
- Demir, Fatma († 1931), erste hingerichtete Mörderin der Türkei
- Demir, Fırat (* 1990), türkischer Fußballspieler
- Demir, Furkan (* 2004), türkischer Fußballspieler
- Demir, Hakan (* 1984), deutscher Politiker (SPD)
- Demir, Hakan (* 1998), türkischer Fußballspieler
- Demir, Hasan (* 1982), türkischer Fußballspieler
- Demir, İbrahim (* 1995), türkischer Fußballtorhüter
- Demir, İlkay (* 1987), türkischer Fußballspieler
- Demir, İsa (* 1985), türkisch-schwedischer Fußballspieler
- Demir, Mahmut (* 1970), türkischer Ringer
- Demir, Mert (* 1993), türkischer Popmusiker
- Demir, Mert Ramazan (* 1998), türkischer SchauspielerMert Ramazan Demir (* 1998)

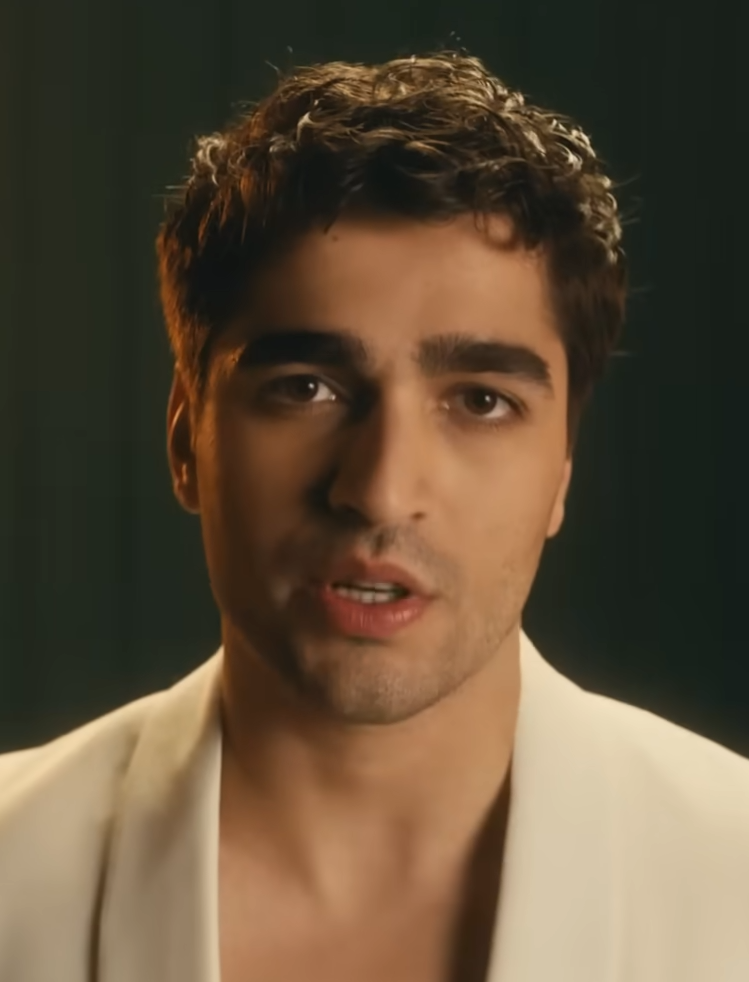
Mert Ramazan Demir (* 1998)

- Demir, Muammer (* 1995), türkischer Weitspringer
- Demir, Muhammet (* 1992), türkischer Fußballspieler
- Demir, Murat (* 1995), türkischer Fußballspieler
- Demir, Mustafa (1961–2025), türkischer Architekt und Politiker
- Demir, Neshe (* 1978), deutsche Theater- und Filmschauspielerin
- Demir, Neslihan (* 1983), türkische Volleyballspielerin
- Demir, Nilüfer (* 1986), türkische Fotografin
- Demir, Olcay (* 1985), türkischer Fußballtrainer
- Demir, Onur (* 1991), türkischer Fußballspieler
- Demir, Ramazan (* 1986), Imam und Religionspädagoge
- Demir, Remzi (* 1963), türkischer Wissenschaftshistoriker
- Demir, Seda (* 1983), türkische Schauspielerin
- Demir, Şehzade (* 1974), türkischer Politiker und Journalist
- Demir, Şennur (* 1982), türkische Boxerin und Weltmeisterin
- Demir, Vedat (* 1966), türkischer Kommunikationswissenschaftler
- Demir, Yakup (* 1992), türkischer Fußballspieler
- Demir, Yusuf (* 2003), österreichischer FußballspielerYusuf Demir (* 2003)

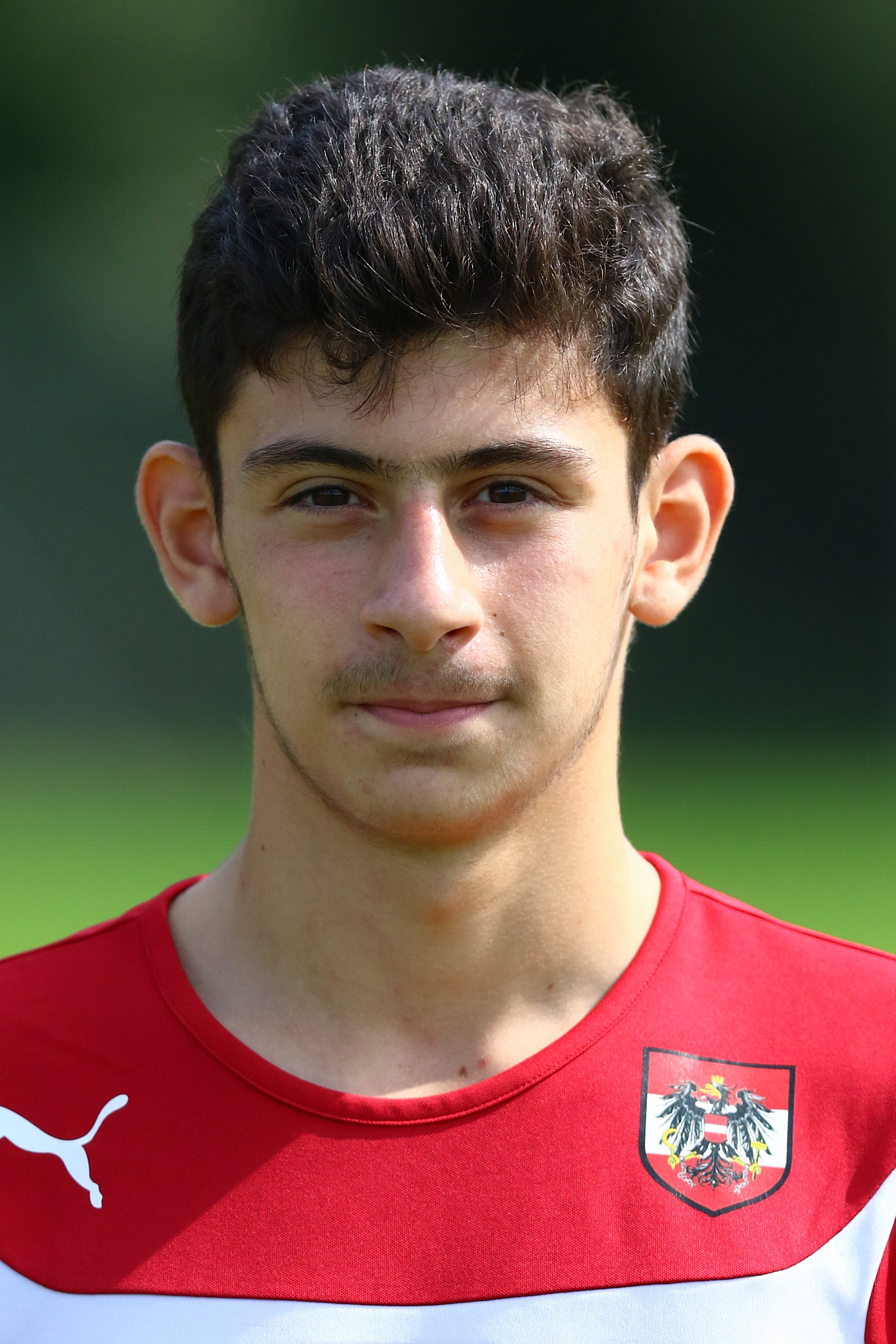
Yusuf Demir (* 2003)

- Demir, Zafer (* 1977), türkischer Fußballspieler
- Demir, Zuhal (* 1980), belgische Rechtsanwältin und Politikerin der Nieuw-Vlaamse Alliantie (N-VA)
- Demirağ, Melike (* 1956), türkische Popmusikerin und Filmschauspielerin
- Demirağ, Nuri (1886–1957), türkischer Industrieller und Politiker
- Demiraj, Bardhyl (* 1958), albanischer Albanologe
- Demiraj, Shaban (1920–2014), albanischer Forscher im Bereich Albanologie und Balkanologie
- Demiral, Merih (* 1998), türkischer FußballnationalspielerMerih Demiral (* 1998)

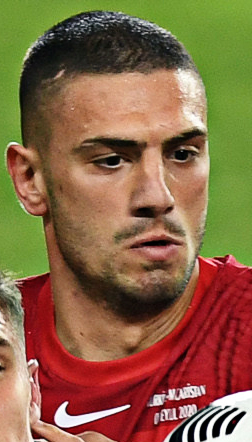
Merih Demiral (* 1998)

- Demiral, Mustafa (1937–1993), türkisches Opfer rechtsextremer Gewalt
- Demiral, Savaş (* 1961), türkischer Fußballspieler und -trainer
- Demiratar, Selin (* 1983), türkische Schauspielerin
- Demiray, Levent (* 1979), türkischer Fußballspieler
- Demiray, Zafer (* 1976), türkischer Fußballspieler
- Demirbağ, Adil (* 1997), türkischer Fußballspieler
- Demirbakan, Coşkun (* 1954), türkischer Fußballspieler und -trainer
- Demirbaş, Abdullah (* 1966), kurdisch-türkischer Kommunalpolitiker
- Demirbaş, Hayrettin (* 1963), türkischer Fußballtorhüter
- Demirbaş, Taner (* 1978), türkischer Fußballspieler
- Demirbay, Kerem (* 1993), deutscher FußballspielerKerem Demirbay (* 1993)

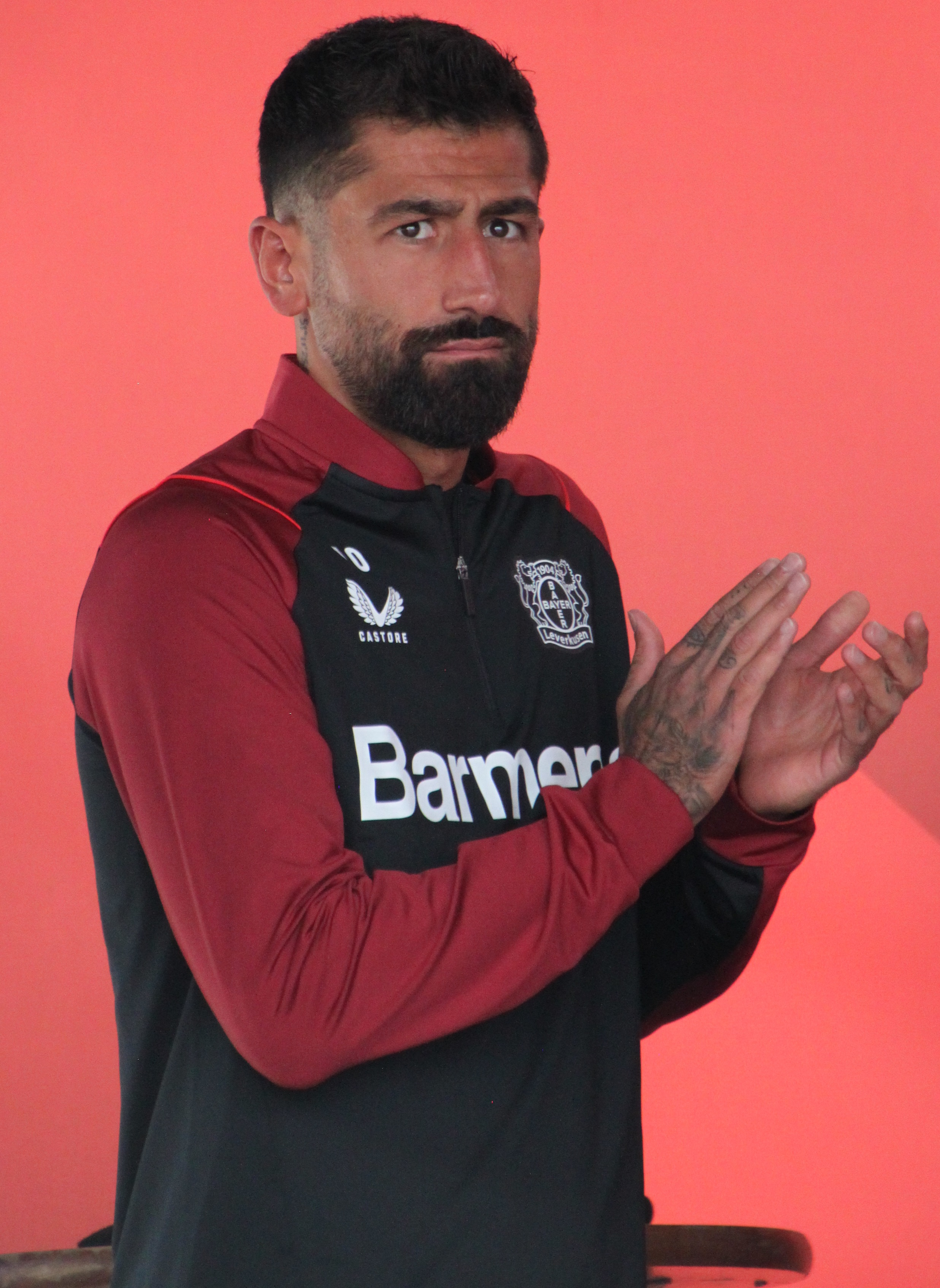
Kerem Demirbay (* 1993)

- Demirboğa, Ali (* 1990), türkischer Eiskunstläufer
- Demirboğa, Burak (* 1996), türkischer Eiskunstläufer
- Demirbuğa, Berat (* 1997), türkischer Fußballspieler
- Demirbüken-Wegner, Emine (* 1961), deutsche Politikerin (CDU), MdA
- Demircan, Abdulaziz (* 1991), türkischer Fußballtorhüter
- Demircan, Bahattin (* 1956), türkischer Fußballtorwart
- Demircan, Ceyhun (* 1990), türkischer Fußballtorhüter
- Demircan, Fethi (* 1938), türkischer Fußballtrainer
- Demircan, Oktay (* 1989), türkischer Fußballspieler
- Demircan, Sezai (* 1985), deutsch-türkischer Fußballspieler
- Demircan, Suzan (* 1974), deutsch-türkische Schauspielerin
- Demirci, Adil (* 1985), deutsch-türkischer Sozialwissenschaftler und freier Journalist
- Demirci, Barış (* 1986), türkischer Skispringer
- Demirci, Cansu (* 1992), türkische Schauspielerin
- Demirci, Gökberk (* 1989), türkischer Schauspieler
- Demirci, Hakan (* 1999), schweizerisch-türkischer Fußballspieler
- Demirci, İsmail (* 1984), türkischer Schauspieler
- Demirci, Muhammed (* 1995), türkischer Fußballspieler
- Demirci, Muhammet (* 2001), österreichischer Fußballspieler
- Demirci, Oğuzhan (* 1999), deutscher Fußballspieler
- Demirci, Şenol (* 1980), türkischer Fußballspieler
- Demircioğlu, Demirhan (* 1999), türkischer Schauspieler
- Demireğen, Burak (* 1993), türkischer Fußballspieler
- Demirel, Ali (* 2003), deutsch-türkischer Fußballspieler
- Demirel, Filiz (* 1964), deutsche Politikerin (GAL Hamburg), MdHB
- Demirel, Gülseren (* 1964), deutsche Politikerin (Bündnis 90/Die Grünen)
- Demirel, Mithat (* 1978), deutscher Basketballspieler
- Demirel, Molla (* 1948), deutsch-türkischer Lyriker und Erzähler
- Demirel, Sevda (* 1972), türkische Schauspielerin und Sängerin
- Demirel, Süleyman (1924–2015), türkischer Politiker, Staatspräsident (1993–2000)Süleyman Demirel (1924–2015)

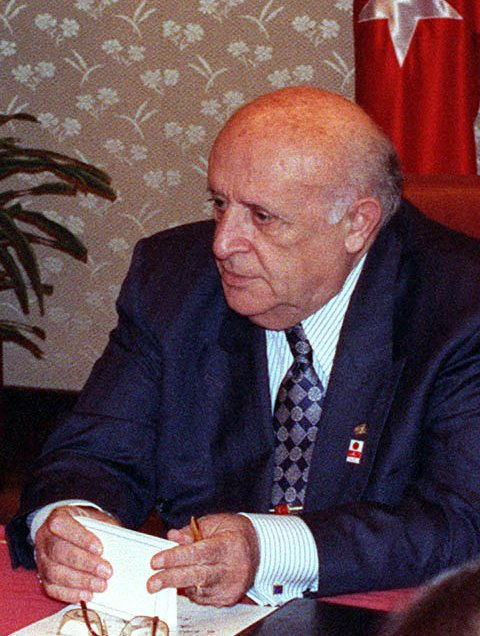
Süleyman Demirel (1924–2015)

- Demirel, Türkü Su (* 1998), türkische Schauspielerin
- Demirel, Volkan (* 1981), türkischer Fußballtorhüter
- Demirel-Böhlke, Özlem (* 1984), türkisch-deutsche Politikerin (Die Linke) kurdischer Herkunft, MdL
- Demireli, Fatih (* 1983), deutsch-türkischer Journalist
- Demirelli, Fuat Hulusi (1876–1955), türkischer Jurist, Schriftsteller und Abgeordneter
- Demirer, Ata (* 1972), türkischer Komödiant und Schauspieler
- Demirer, Fikret (* 1961), türkischer Fußballspieler und -trainer
- Demirer, Melisa Nafia (* 2004), deutsche Volleyballspielerin
- Demirer, Mertcan (* 1993), türkischer Fußballspieler
- Demirer, Rojda (* 1980), türkische Schauspielerin
- Demirer, Ruken (* 1978), türkische Schauspielerin
- Demirew, Demir (* 1984), bulgarischer Gewichtheber
- Demirew, Stojan (* 1932), bulgarischer Radrennfahrer
- Demirewa, Mirela (* 1989), bulgarische Hochspringerin
- Demirezen, Ali Eren (* 1990), türkischer Boxer
- Demirezen, Sarp (* 2000), türkischer Eishockeyspieler
- Demirezen, Serkan (* 1996), türkischer Fußballspieler
- Demirhan, Mustafa (* 1996), türkischer Fußballspieler
- Demirhan, Serol (* 1988), türkischer Fußballspieler
- Demirhan, Türker (* 1983), türkischer Fußballspieler
- Demiri, Muhamed (* 1985), mazedonisch-schweizerischer Fußballspieler
- Demiriz, İsmail (* 1962), türkischer Fußballspieler und -trainer
- Demirkan, Demir (* 1972), türkischer Musiker und Schauspieler
- Demirkan, Renan (* 1955), deutsche Schriftstellerin und SchauspielerinRenan Demirkan (* 1955)

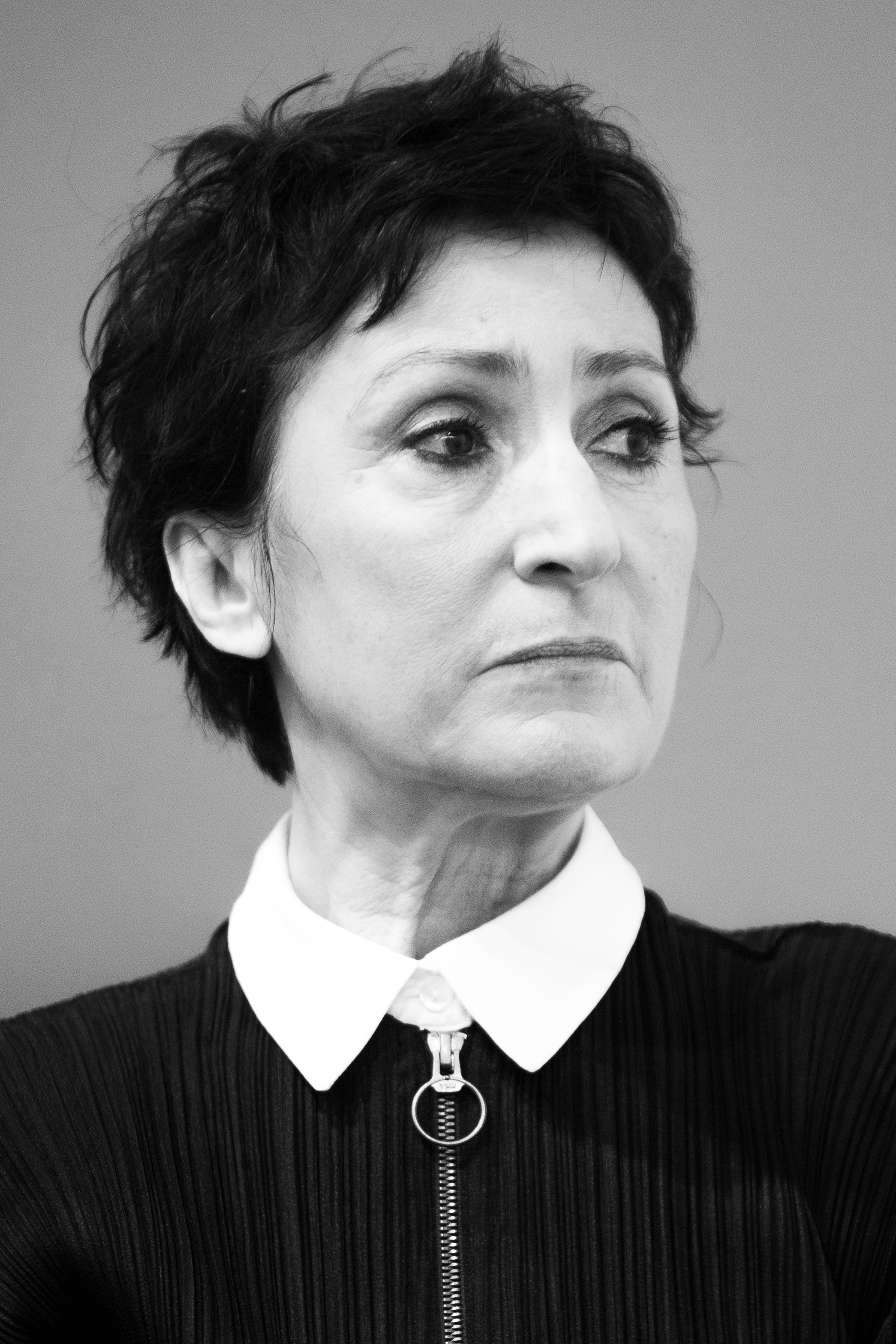
Renan Demirkan (* 1955)

- Demirkiran, Amira (* 2001), deutsche Theater- und Filmschauspielerin
- Demirkıran, Ünal (* 1979), deutsch-türkischer Fußballspieler
- Demirkol, Uğur (* 1990), deutsch-türkischer Fußballspieler
- Demirkubuz, Zeki (* 1964), türkischer Regisseur, Drehbuchautor und Filmproduzent
- Demiroğlu, Baran (* 2005), türkischer Fußballspieler
- Demirok, Uğur (* 1988), türkischer Fußballspieler
- Demirören, Yıldırım (* 1964), türkischer Geschäftsmann und Fußballfunktionär
- Demirov, Zejhun (* 1992), deutscher SchauspielerZejhun Demirov (* 1992)

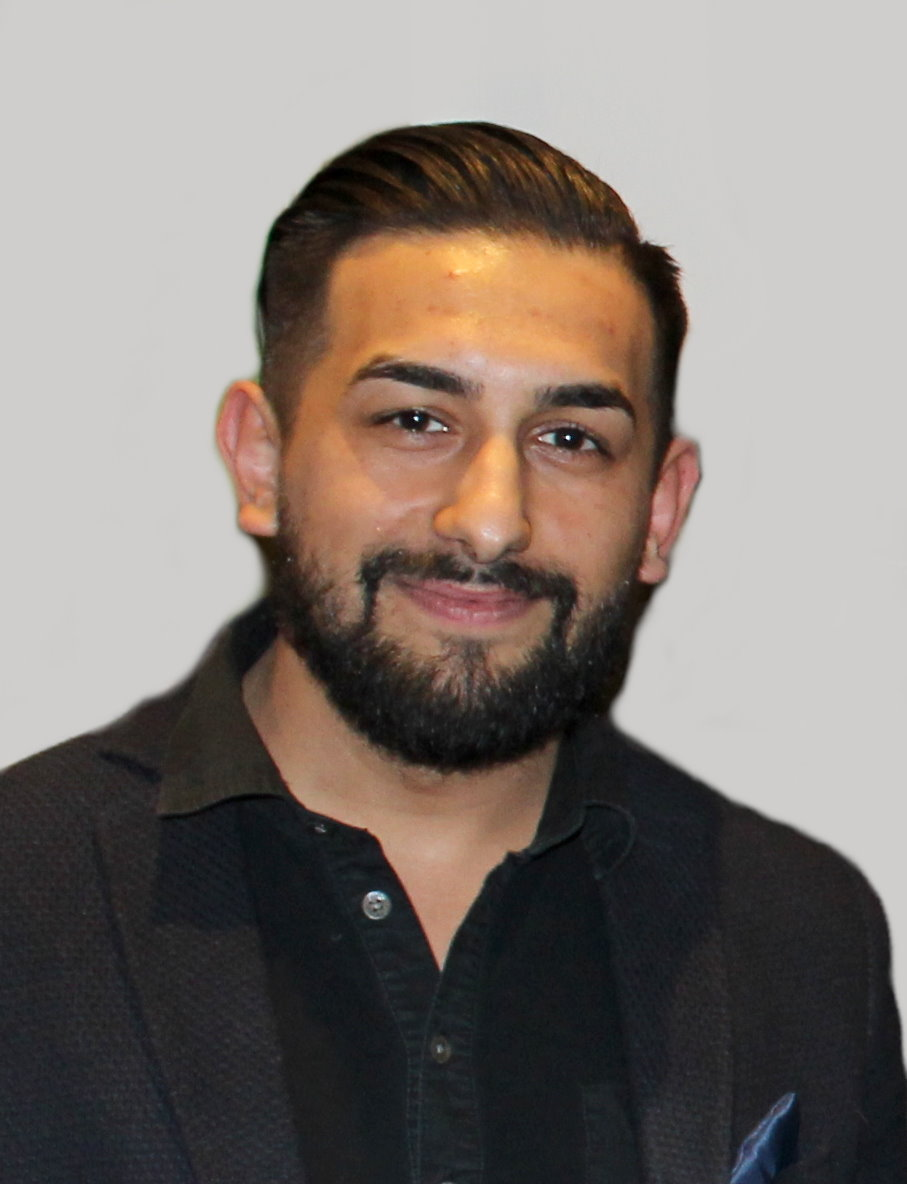
Zejhun Demirov (* 1992)

- Demirović, Alex (* 1952), deutscher Wissenschaftler und Autor
- Demirović, Andrea (* 1985), montenegrinische Sängerin
- Demirović, Ermedin (* 1998), bosnisch-deutscher Fußballspieler
- Demirowa, Jelisaweta Walerjewna (* 1987), russische Sprinterin
- Demirtaş, Billey (* 1977), deutsch-kurdischer Film- und Theaterschauspieler
- Demirtaş, Ceyhun (1934–2009), türkischer Schriftsteller
- Demirtas, Christian (* 1984), deutscher Fußballspieler und -trainer
- Demirtaş, Kahraman (* 1994), belgisch-türkischer Fußballspieler
- Demirtaş, Mina (* 2008), türkische Schauspielerin
- Demirtaş, Selahattin (* 1973), türkisch-kurdischer Politiker (HDP), Jurist und Autor
- Demirtaş, Soner (* 1991), türkischer Ringer
- Demirtaş, Taha Cengiz (* 1994), türkischer Fußballtorhüter
- Demirtel, Eevie (* 1982), deutsche Roman- und Fantasy-Schriftstellerin
- Demirtschjan, Karen (1932–1999), armenischer Politiker
- Demisch, Heinz (1913–2000), deutscher Maler, Zeichner und Schriftsteller
- Demise, Shure (* 1996), äthiopische Langstreckenläuferin
- Demissie, Aster (* 1983), kanadische Langstreckenläuferin äthiopischer Herkunft
- Demitkow, Anatoli Nikolajewitsch (1926–2005), sowjetischer Kanute
- Demitra, Pavol (1974–2011), slowakischer EishockeyspielerPavol Demitra (1974–2011)

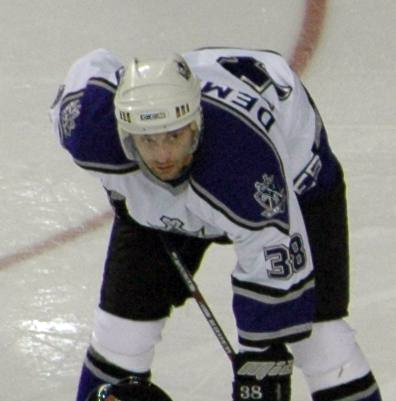
Pavol Demitra (1974–2011)

- Demitschew, Pjotr Nilowitsch (1918–2010), sowjetischer Politiker der KPdSU
- Demitter, Ursula (* 1945), deutsche Dokumentarfilm-Regisseurin
- Demius, Simon († 1547), österreichischer Priestermönch

### Demj
- Demján, Oszkár (1891–1914), ungarischer Schwimmer
- Demjan, Róbert (* 1982), slowakischer Fußballspieler
- Demján, Sándor (1943–2018), ungarischer Geschäftsmann
- Demjanenko, Alexander Sergejewitsch (1937–1999), russisch-sowjetischer Schauspieler
- Demjanenko, Anatolij (* 1959), ukrainischer Fußballspieler und -trainer
- Demjanenko, Olena (* 1966), ukrainische Regisseurin, Filmproduzentin und Drehbuchautorin
- Demjanenko, Valentin (* 1983), ukrainisch-aserbaidschanischer Kanute
- Demjanenko, Wadim Andrejewitsch (1937–2007), russischer Mathematiker
- Demjanenko, Wiktor Leonidowitsch (* 1958), sowjetischer Boxer
- Demjanjuk, John (1920–2012), ukrainischer KZ-Aufseher
- Demjanjuk, Oleksij (1958–1999), sowjetisch-ukrainischer Hochspringer
- Demjanjuk, Oryssja (* 1992), ukrainische Leichtathletin
- Demjanov, Aleksej (1973–2021), kroatischer Turner
- Demjanow, Nikolai Jakowlewitsch (1861–1938), russischer Chemiker
- Demjochin, Sergei Gennadjewitsch (* 1984), russischer Tennisspieler

### Demk
- Demke, Bruno (1880–1916), deutscher Radrennfahrer
- Demke, Carl-Christian (* 1963), deutscher Hörspiel- und Drehbuchautor
- Demke, Christoph (1935–2021), evangelischer Theologe und Bischof
- Demke, Claus (1939–2002), deutscher Politiker (CDU), MdL
- Demko, Attila (* 1976), ungarischer Diplomat, Experte für Sicherheitspolitik und Schriftsteller
- Demko, Daniela (* 1971), deutsche Rechtswissenschaftlerin und Hochschullehrerin
- Demko, Michelle (* 1973), US-amerikanische Fußballspielerin
- Demko, Thatcher (* 1995), US-amerikanischer Eishockeytorwart

### Deml
- Deml, Friedrich (1901–1994), deutscher Gymnasiallehrer und Schriftsteller
- Deml, Jakub (1878–1961), tschechischer Schriftsteller und Dichter
- Deml, Karl (* 1903), deutscher Kommunalpolitiker
- Deml, Marcus (* 1967), deutscher Gitarrist, Studiomusiker und Gründer der Band Errorhead
- Deml, Marianne (* 1949), deutsche Politikerin (CSU), MdL
- Deml, Norbert Leopold (1909–1942), deutscher römisch-katholischer Geistlicher, Franziskaner und Märtyrer
- Deml, Wolfgang (* 1945), deutscher Manager
- Demleitner, Elisabeth (* 1952), deutsche Rennrodlerin
- Demler, Anastasius (1520–1591), deutscher Jurist
- Demler, Eugene (* 1971), russischstämmiger US-amerikanischer Physiker
- Demler, Uschi, deutsche Fußballspielerin
- Demling, Arthur (* 1948), US-amerikanischer Fußballspieler
- Demling, Ludwig (1921–1995), deutscher Internist
- Demling, Mark (* 1951), US-amerikanischer Fußballspieler

### Demm
- Demm, Eberhard (* 1943), deutscher Historiker
- Demmas, Art (1934–2016), US-amerikanischer Schiedsrichter im American Football
- Demme, Diego (* 1991), deutsch-italienischer Fußballspieler
- Demme, Gaston (* 1865), deutscher Theaterschauspieler
- Demme, Hans (1900–1964), deutscher Neurologe
- Demme, Hermann Askan (1802–1867), deutsch-schweizerischer Arzt
- Demme, Hermann Christoph Gottfried (1760–1822), deutscher evangelischer Theologe und Schriftsteller
- Demme, Holger (* 1962), deutscher Fußballspieler
- Demme, Ilse (1909–1969), deutsche Lehrerin
- Demme, Johann Friedrich Conrad Carl (1834–1903), deutscher Politiker, Abgeordneter des Provinziallandtages der Provinz Hessen-Nassau
- Demme, Jonathan (1944–2017), US-amerikanischer FilmregisseurJonathan Demme (1944–2017)

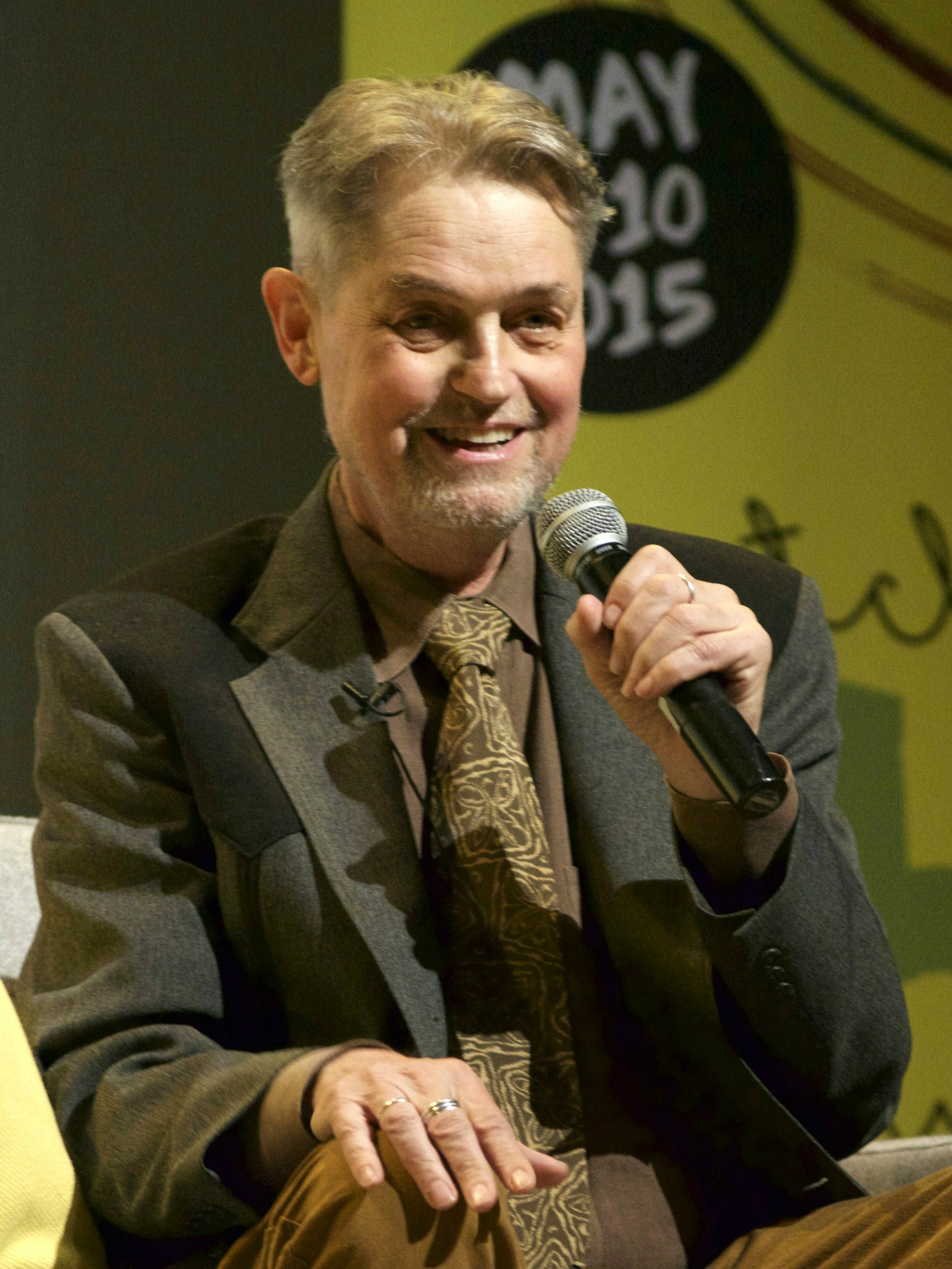
Jonathan Demme (1944–2017)

- Demme, Nicole (* 1971), deutsche Juristin und Verfassungsrichterin
- Demme, Nina Petrowna (1902–1977), sowjetische Polarforscherin und Ornithologin
- Demme, Otto (1901–1969), deutscher Jurist und Politiker (NSDAP)
- Demme, Rudolf (1836–1892), Schweizer Kinderarzt
- Demme, Rudolf August (1894–1975), deutscher Offizier, zuletzt Generalmajor im Zweiten Weltkrieg
- Demme, Ted (1963–2002), US-amerikanischer Regisseur
- Demme, Wilhelm Ludwig (1801–1878), deutscher Jurist und Schriftsteller
- Demmel, Dora (1938–2020), österreichische Designerin
- Demmel, Franz (* 1970), deutscher Eishockeyspieler
- Demmel, Hans (* 1956), deutscher Journalist und Medienmanager
- Demmel, James (* 1955), US-amerikanischer Mathematiker
- Demmel, Johann Josef (1890–1972), Bischof der altkatholischen Kirche in Deutschland
- Demmel, Josef (1846–1913), Bischof der altkatholischen Kirche in Deutschland
- Demmel, Karl (* 1893), deutscher Schriftsteller
- Demmel, Norbert (* 1903), deutscher Architekt und SS-Führer
- Demmel, Phil (* 1967), US-amerikanischer GitarristPhil Demmel (* 1967)

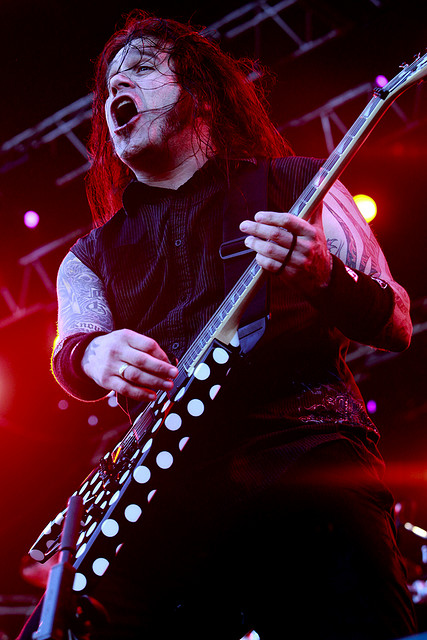
Phil Demmel (* 1967)

- Demmel, Willibald (1914–1989), deutscher Maler
- Demmelhuber, Gudula, deutsche Goalballspielerin
- Demmelhuber, Thomas (* 1980), deutscher Politikwissenschaftler
- Demmelhuber, Walter (* 1969), deutscher Wirtschaftswissenschaftler
- Demmelmeier, Hans (1887–1973), deutscher Politiker (CSU), MdL, MdB
- Demmely, Leonhard (1739–1819), Schweizer Beamter und österreichischer Spion
- Demmer, Andreas (* 1914), deutscher Kameramann
- Demmer, Barbara (* 1969), österreichische Schauspielerin
- Demmer, Bernhard (1833–1902), deutsch-österreichischer Lokomotivkonstrukteur und Gründer der Wiener Lokomotivfabrik Floridsdorf
- Demmer, Carl, österreichischer Opernsänger (Tenor)
- Demmer, Caroline (1764–1813), deutsch-österreichische Schauspielerin und Sängerin
- Demmer, Christian († 1835), deutsch-österreichischer Sänger (Tenor) und Schauspieler
- Demmer, Christine (1893–1969), deutsche Friseurmeisterin und Widerständlerin gegen den Nationalsozialismus
- Demmer, Eduard (1791–1851), deutscher Theaterschauspieler
- Demmer, Erich (* 1948), österreichischer Germanist, Literat, Journalist und kritischer Liedermacher
- Demmer, Friedrich (1785–1838), österreichischer Opernsänger (Tenor), Schauspieler und Regisseur
- Demmer, Friedrich (1803–1859), österreichischer Opernsänger (Tenor) und Theaterschauspieler
- Demmer, Friedrich (1911–1966), österreichischer Eishockeyspieler
- Demmer, Fritz (1884–1967), österreichischer Chirurg und Hochschullehrer
- Demmer, Karl Wilhelm (1941–2019), deutscher Mediziner, Inspekteur des Sanitätsdienstes der Bundeswehr
- Demmer, Klaus (1931–2014), deutscher Ordensgeistlicher, römisch-katholischer Moraltheologe und Hochschullehrer
- Demmer, Peter (* 1960), deutscher Politiker (SPD), Bürgermeister von Saarlouis
- Demmer, Roland (* 1957), deutscher Fußballspieler
- Demmer, Ulrike (* 1973), deutsche Journalistin und ehemalige politische Beamtin
- Demmering, Martin Konrad (1858–1912), deutscher Verwaltungsjurist und Politiker
- Demmering, Walter (1872–1940), deutscher Politiker (DDP)
- Demmerle, Emil (1922–1973), deutscher Politiker (CDU), MdL
- Demmerle, Eva (* 1967), deutsche Autorin, Journalistin, Büroleiterin von Otto von Habsburg
- Demmerle, Jakob (1897–1968), deutscher Landwirt und Politiker (CDU), MdL
- Demmerling, Christoph (* 1963), deutscher Professur für Theoretische Philosophie an der Friedrich-Schiller-Universität Jena
- Demmig, Emil (1865–1941), deutscher Architekt und Politiker (FVp), MdR
- Demmig-Adams, Barbara (* 1955), deutsche Biologin und Hochschullehrerin
- Demmin, August (1817–1898), deutscher Kunstschriftsteller, Kaufmann
- Demmin, Björn (* 1973), deutscher Kommunalbeamter
- Demmin, Erich (1911–1997), deutscher Landschaftsmaler, Grafiker und Restaurator
- Demming, Alfons (1928–2012), deutscher Geistlicher und Weihbischof im Bistum Münster
- Demming, Hannes (* 1936), deutscher Schauspieler, niederdeutscher Autor und Übersetzer
- Demming, Lukas (* 2000), deutscher Fußballspieler
- Demmink, Joris (* 1947), niederländischer Jurist und Beamter
- Demmler, Emil (1843–1922), deutscher evangelischer Geistlicher
- Demmler, Georg (1873–1931), deutscher Architekt, Sportler und Sportfunktionär
- Demmler, Georg Adolph (1804–1886), deutscher Architekt, mecklenburg-schwerinscher Baubeamter und Politiker (DtVP, SAP), MdRGeorg Adolph Demmler (1804–1886)

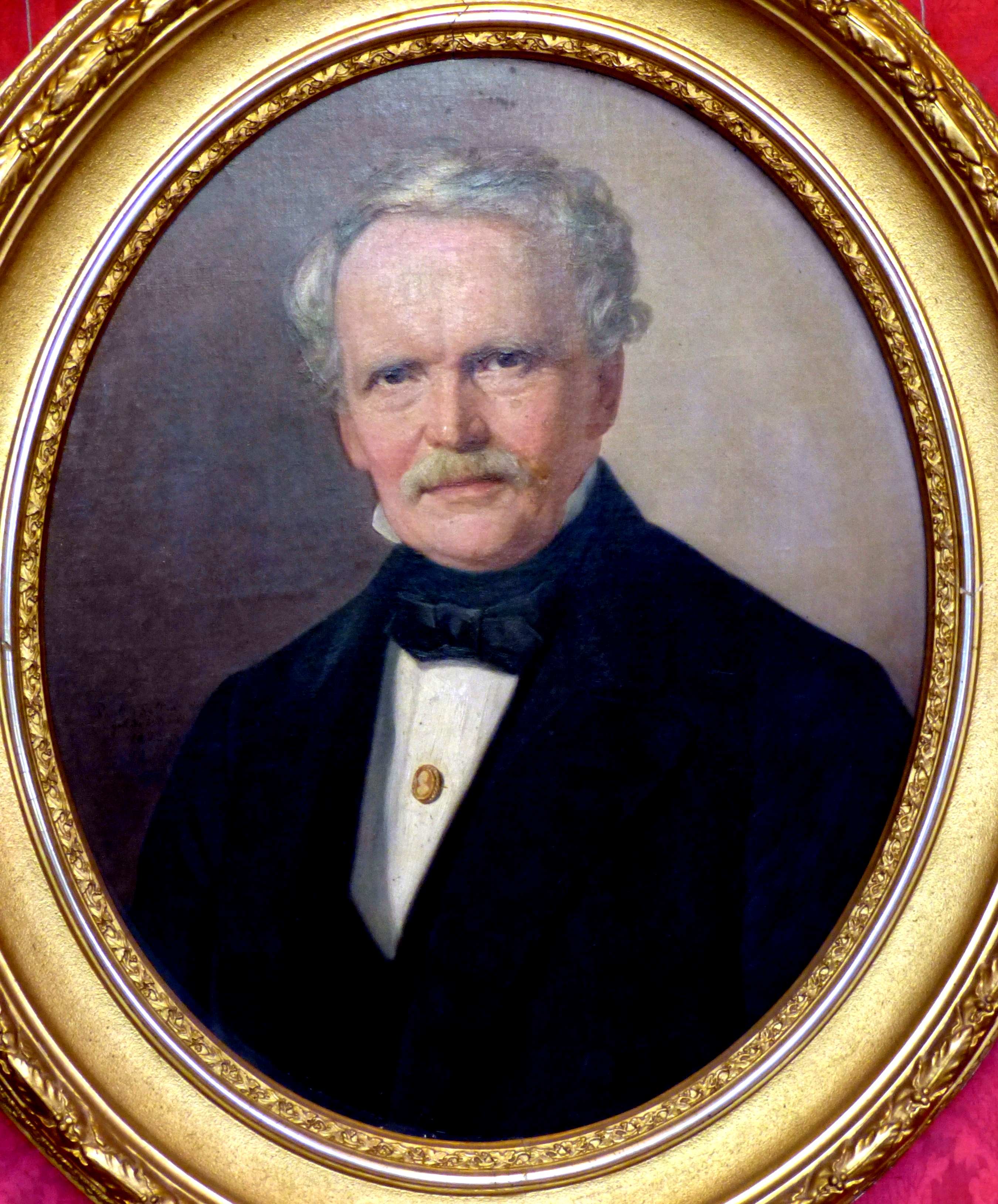
Georg Adolph Demmler (1804–1886)

- Demmler, Johann (1834–1902), bayerischer Politiker, Landwirt und Gutsbesitzer
- Demmler, Karl (1841–1930), deutscher Politiker (SPD)
- Demmler, Kurt (1943–2009), deutscher Liedermacher und Texter
- Demmler, Paula (1891–1959), deutsche Landschaftsmalerin der Düsseldorfer Schule
- Demmler, Theodor (1879–1944), deutscher Kunsthistoriker
- Demmler, Willy Hugo (1887–1954), deutscher Porträt-, Genre-, Landschafts- und Stilllebenmaler der Düsseldorfer Schule
- Demmy, Lawrence († 2016), britischer Eiskunstläufer

### Demn
- Demnig, Gunter (* 1947), deutscher Künstler (Stolpersteine)Gunter Demnig (* 1947)

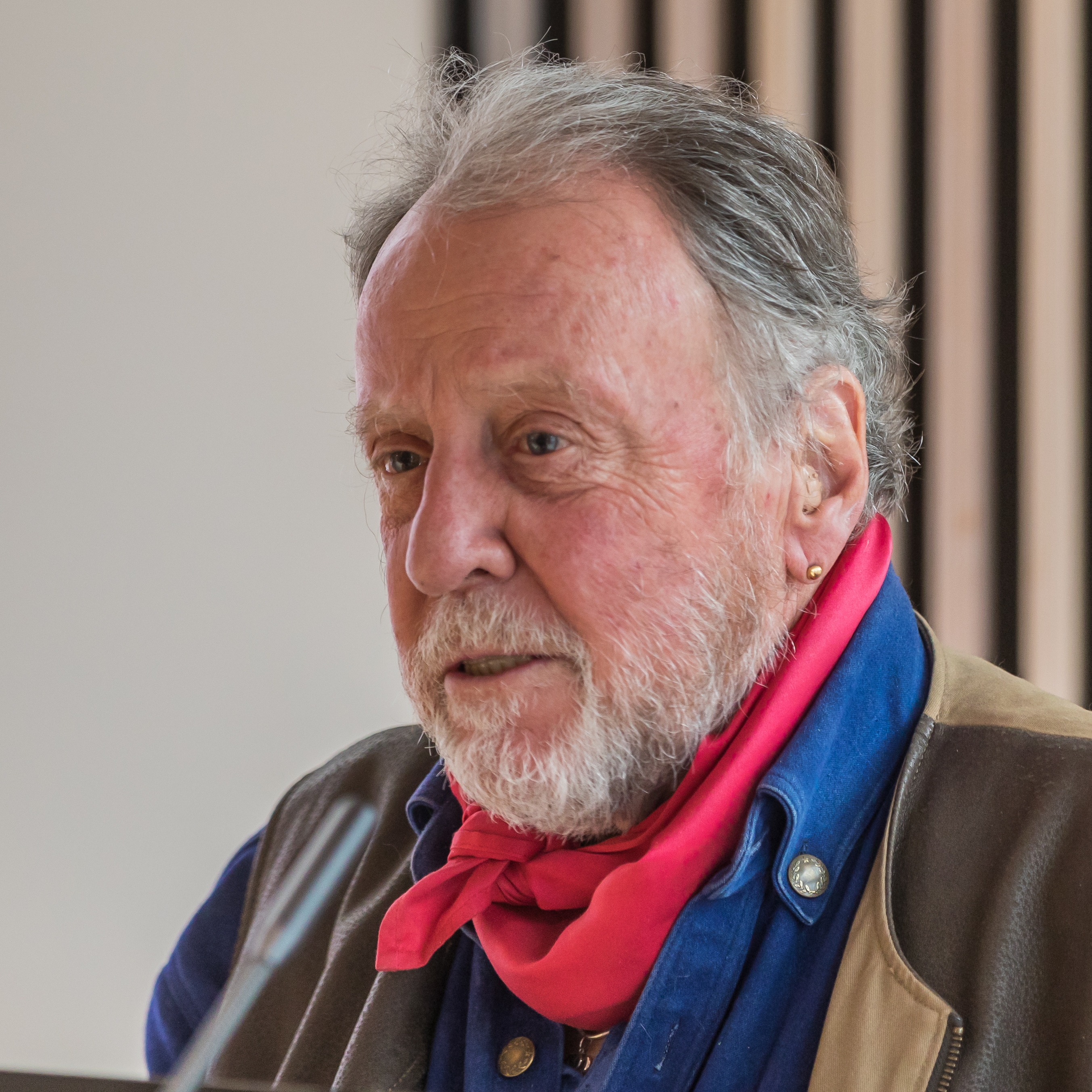
Gunter Demnig (* 1947)

- Demnitz, Albert (1892–1959), deutscher Tierarzt
- Demnitz, Peter (* 1950), deutscher Politiker (SPD), Oberbürgermeister der kreisfreien Stadt Hagen

### Demo
- Demo, Aurel (* 1996), albanischer Fußballspieler
- Demo, Igor (* 1975), slowakischer Fußballspieler
- Demoč, Adrián (* 1985), slowakischer Komponist
- Democh-Maurmeier, Ida (1877–1950), deutsche Ärztin
- Demochares († 275 v. Chr.), griechischer Redner und Staatsmann
- Demodamas, Gefolgsmann von Seleukos I. und Antiochos I.
- Demófilo (1846–1893), spanischer Schriftsteller und Volkskundler
- Demogeot, Jacques (1808–1894), französischer Literat
- Demoitié, Antoine (1990–2016), belgischer Straßenradrennfahrer
- Demokedes, griechischer Arzt der Antike
- Demokrates, antiker griechischer Bildhauer in römischer Zeit
- Demokrit, griechischer PhilosophDemokrit

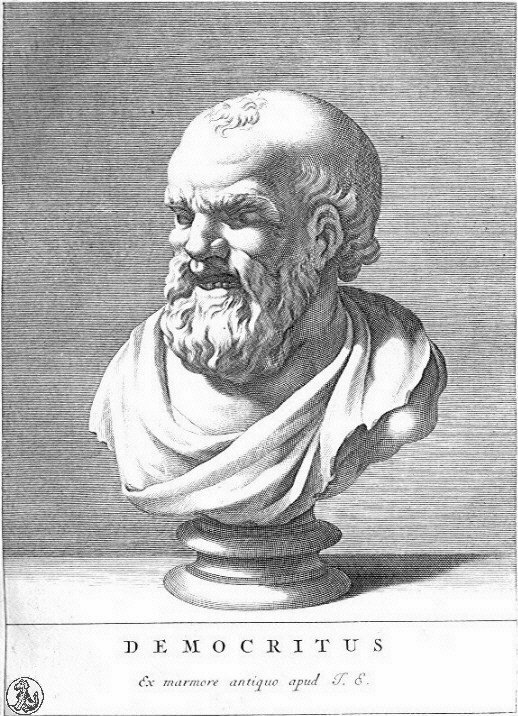
Demokrit

- Demokritos, antiker griechischer Philosoph
- Demol, Dirk (* 1959), belgischer Radrennfahrer
- Demol, Louis-Georges-Firmin (1885–1969), französischer römisch-katholischer Ordensgeistlicher und Apostolischer Vikar von Ober-Kasaï
- Demol, Stéphane (1966–2023), belgischer Fußballspieler und -trainer
- Demôle, Charles (1828–1908), französischer Politiker
- Demoliner, Marcelo (* 1989), brasilianischer Tennisspieler
- Demolins, Edmond (1852–1907), französischer Reformpädagoge, Landerziehungsheimgründer
- Demoll, Eugen (1881–1969), deutscher Generalleutnant
- Demoll, Reinhard (1882–1960), deutscher Zoologe
- Demollari, Sulejman (* 1964), albanischer Fußballspieler und -trainer
- Demolli, Arif (1949–2017), kosovo-albanischer Schriftsteller und Journalist
- Demon, attischer Priester
- Demon, attischer Priester und Rhetor
- Demon von Athen, attischer Historiker
- DeMonaco, James (* 1969), US-amerikanischer Regisseur, Drehbuchautor und Filmproduzent
- Demonax, griechischer Philosoph der kynischen Schule
- Demonceau, Ghislaine (1921–2014), französische Geigerin belgischer Abstammung
- Demone, Gitane (* 1958), US-amerikanische Musikerin
- Demonferrand, Jean Baptiste Firmin (1795–1844), französischer Mathematiker und Physiker
- Demong, Bill (* 1980), US-amerikanischer Skisportler
- Demongeot, Isabelle (* 1966), französische Tennisspielerin
- Demongeot, Mylène (1935–2022), französische SchauspielerinMylène Demongeot (1935–2022)

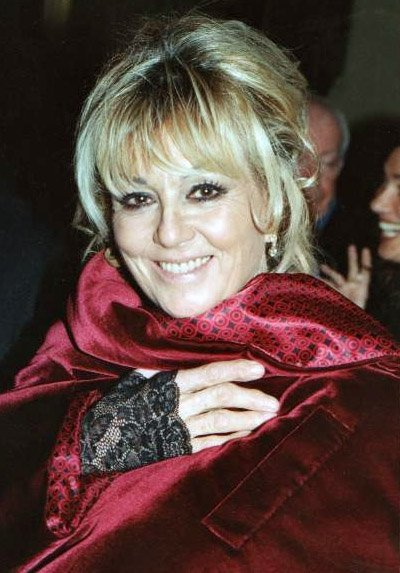
Mylène Demongeot (1935–2022)

- Demongeot, Roland (* 1955), französischer Schauspieler
- Demonjić, Aleksandar (* 1995), bosnischer Fußballspieler
- Demons, Jeanne (1890–1958), kanadische Schauspielerin französischer Herkunft
- Demont, Franz Wolfgang (1880–1964), deutscher Geistlicher, römisch-katholischer Apostolischer Vikar von Aliwal
- Demont, Geoffrey (* 1991), französischer Squashspieler
- Demont, Joseph Laurent (1747–1826), französischer General und Politiker mit schweizerischen Wurzeln
- DeMont, Rick (* 1956), US-amerikanischer Schwimmer
- Demont-Breton, Virginie (1859–1935), französische Malerin
- Demontfaucon, Frédéric (* 1973), französischer Judoka
- Demophon, antiker griechischer Goldschmied
- Demory, Valéry (* 1963), französischer Basketballspieler und -trainer
- Demos, Stiefbruder Platons
- Demos, Adam (* 1985), australischer Filmschauspieler
- Demos, Gary (* 1950), amerikanischer Visual-Effects-Experte
- Demos, Raphael (1892–1968), US-amerikanischer Philosoph und Philosophiehistoriker
- DeMoss, Darcy (* 1963), US-amerikanische Schauspielerin
- Demosthenes († 413 v. Chr.), athenischer Stratege
- Demosthenes (384 v. Chr.–322 v. Chr.), Redner des antiken GriechenlandDemosthenes (384 v. Chr.–322 v. Chr.)

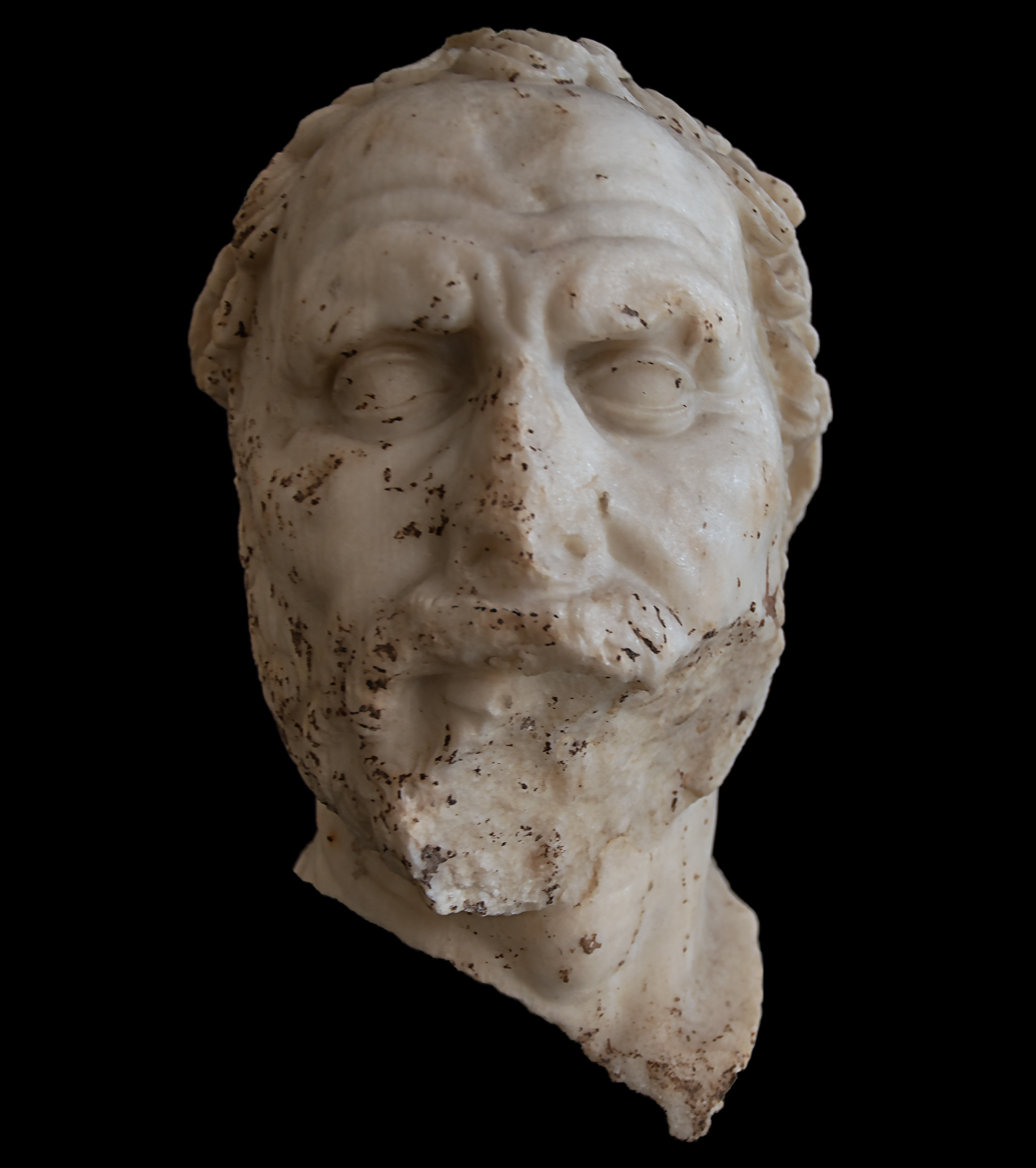
Demosthenes (384 v. Chr.–322 v. Chr.)

- Demósthenes (1892–1961), brasilianischer Fußballspieler
- Demosthenes von Oinoanda, römischer Ritter und lykischer Bundespriester
- DeMott, Benjamin (1924–2005), US-amerikanischer Autor, Kulturkritiker und Professor
- Demotte, Rudy (* 1963), belgischer Politiker und Minister
- Demouchette, James (1955–1992), US-amerikanischer Mörder
- Demouge, Frank (* 1982), niederländischer Fußballspieler
- Demougin, Dominique (* 1958), französischer Rechtswissenschaftler und Ökonom
- Demoulin, Alphonse (1869–1947), belgischer Mathematiker
- Demours, Antoine Pierre (1762–1836), französischer Augenarzt
- Demours, Pierre (1702–1795), französischer Augenarzt
- Demoustier, Anaïs (* 1987), französische SchauspielerinAnaïs Demoustier (* 1987)

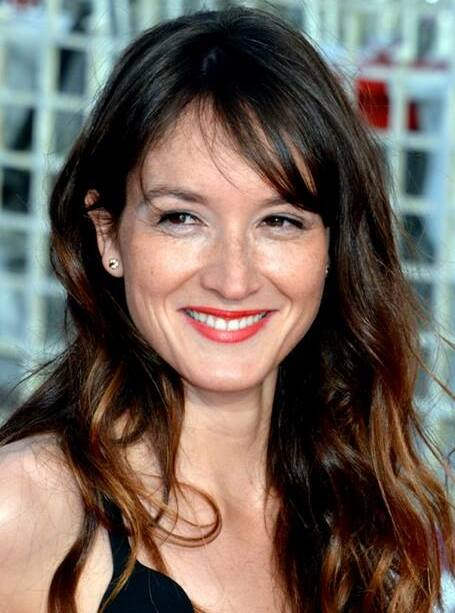
Anaïs Demoustier (* 1987)

- Demoustier, Grégoire (* 1991), französischer Automobilrennfahrer
- Demouy, Vanessa (* 1973), französische Schauspielerin und Musikerin
- Demovič, Stanislav (* 1975), slowakischer Handballspieler und -trainer
- Demoz, Leelai (* 1968), US-amerikanischer Filmproduzent, Drehbuchautor, Dokumentarfilmer

### Demp
- Dempe, Dagmar, deutsche Synchronsprecherin
- Dempe, Hellmuth (1904–1990), deutscher Philosoph und Sprachwissenschaftler
- Dempel, Karl (1897–1967), deutscher Politiker (NSDAP), MdR sowie SS-Führer
- Dempers, Pauline (* 1962), namibische Menschenrechtsaktivistin
- Dempf, Alois (1891–1982), deutscher katholischer Philosoph
- Dempf, Gerhard (* 1979), deutscher Judoka
- Dempf, Peter (* 1959), deutscher Autor
- Dempfle, Leo (* 1942), deutscher Agrarwissenschaftler
- Demps, Dell (* 1970), US-amerikanischer Basketballspieler und -funktionär
- Demps, Jeff (* 1990), US-amerikanischer Sprinter und American-Football-Spieler
- Demps, Laurenz (* 1940), deutscher HistorikerLaurenz Demps (* 1940)

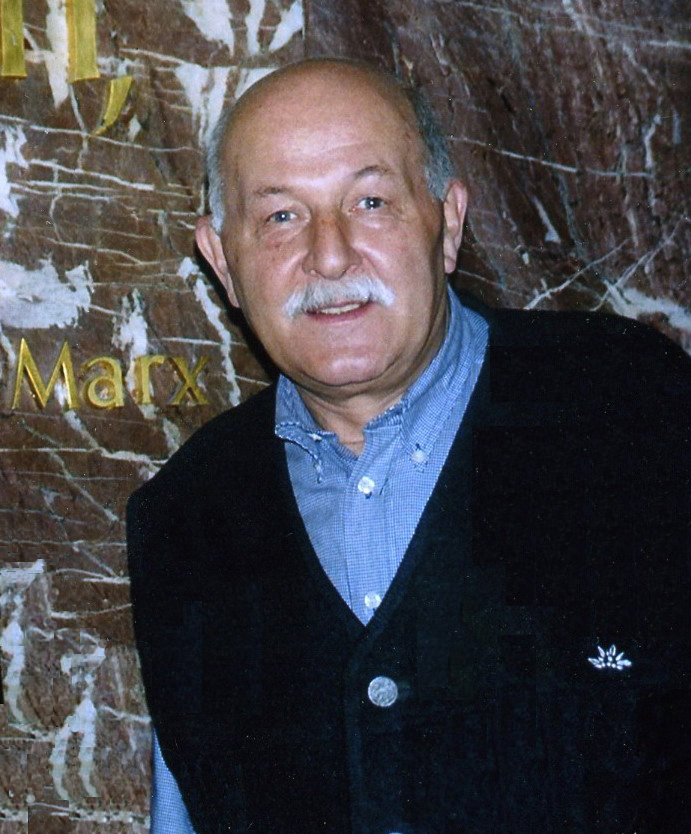
Laurenz Demps (* 1940)

- Dempsey, Aisling, irische Politikerin
- Dempsey, Bob, US-amerikanischer Physiker, NASA Flugdirektor der International Space Station
- Dempsey, Ceci, Filmproduzentin
- Dempsey, Charles (1921–2008), neuseeländischer Fußballfunktionär
- Dempsey, Clint (* 1983), US-amerikanischer Fußballspieler
- Dempsey, George (1905–1985), australischer und US-amerikanischer Radrennfahrer
- Dempsey, Georgina (* 2004), irische Cricketspielerin
- Dempsey, Girvan (* 1975), irischer Rugbyspieler
- Dempsey, Jack (1862–1895), irischer Boxweltmeister im Mittelgewicht
- Dempsey, Jack (1895–1983), US-amerikanischer BoxerJack Dempsey (1895–1983)

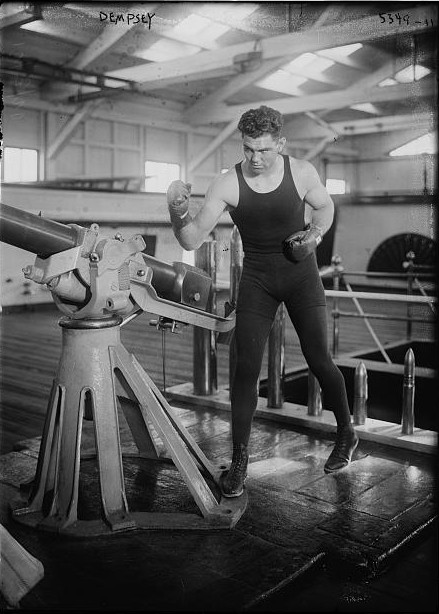
Jack Dempsey (1895–1983)

- Dempsey, James (* 1982), britischer Pokerspieler und -kommentator
- Dempsey, John Joseph (1879–1958), US-amerikanischer Politiker
- Dempsey, John N. (1915–1989), US-amerikanischer Politiker
- Dempsey, Joseph (1875–1942), US-amerikanischer Ruderer
- Dempsey, Martin E. (* 1952), US-amerikanischer Militär, General der US Army
- Dempsey, Michael James (1912–1996), US-amerikanischer Dominikanerbruder und Missionar, Bischof von Sokoto
- Dempsey, Michael Ryan Patrick (1918–1974), US-amerikanischer römisch-katholischer Geistlicher, Weihbischof in Chicago
- Dempsey, Miles (1896–1969), britischer General, Oberbefehlshaber der britischen 2. Armee im Zweiten Weltkrieg
- Dempsey, Nathan (* 1974), kanadischer Eishockeyspieler
- Dempsey, Nick (* 1980), britischer Windsurfer
- Dempsey, Noel (* 1953), irischer Politiker
- Dempsey, Patrick (* 1966), US-amerikanischer SchauspielerPatrick Dempsey (* 1966)

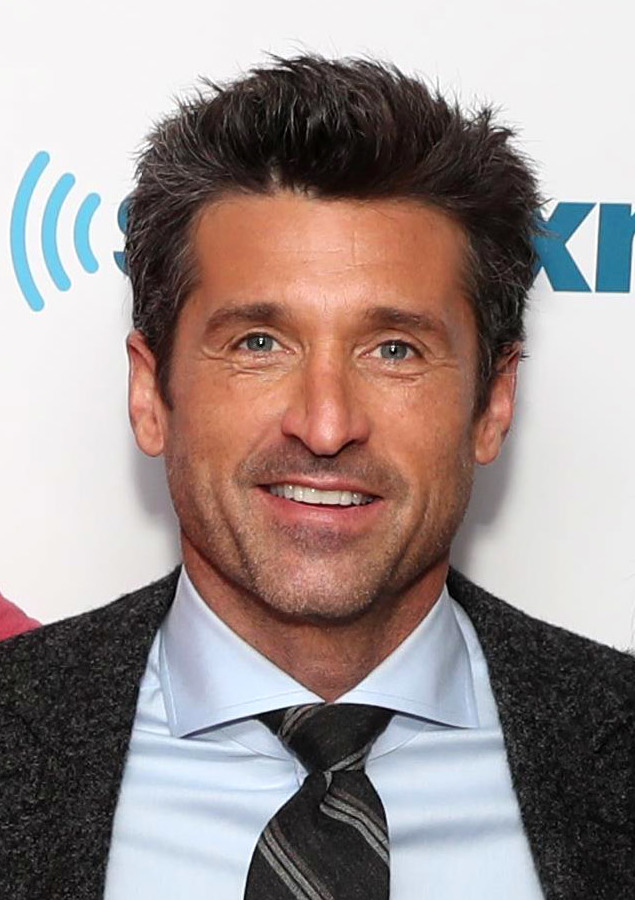
Patrick Dempsey (* 1966)

- Dempsey, Paul (* 1971), irischer römisch-katholischer Geistlicher, Weihbischof in Dublin
- Dempsey, Peter (* 1986), irischer Automobilrennfahrer
- Dempsey, Ramona (* 1983), deutsche Schauspielerin
- Dempsey, Ray, britischer Jazzgitarrist
- Dempsey, Richard (* 1974), englischer Schauspieler
- Dempsey, S. Wallace (1862–1949), US-amerikanischer Politiker
- Dempsey, Tom (1947–2020), US-amerikanischer American-Football-Spieler
- Dempsey, Tom, US-amerikanischer Jazzmusiker (Gitarre, Komposition)
- Dempsey, Tony (* 1944), irischer Politiker (Fianna Fáil), Teachta Dála
- Dempsie, Joseph (* 1987), britischer Schauspieler
- Dempster, Arthur Jeffrey (1886–1950), kanadisch-US-amerikanischer Physiker
- Dempster, Arthur P. (* 1929), US-amerikanischer mathematischer Statistiker und Hochschullehrer
- Dempster, Austin (1921–1975), britischer Kameramann
- Dempster, Carol (1901–1991), US-amerikanische Schauspielerin
- Dempster, Thomas (1579–1625), schottischer Altphilologe, Historiker und Dichter
- Dempster, Zak (* 1987), australischer RadrennfahrerZak Dempster (* 1987)

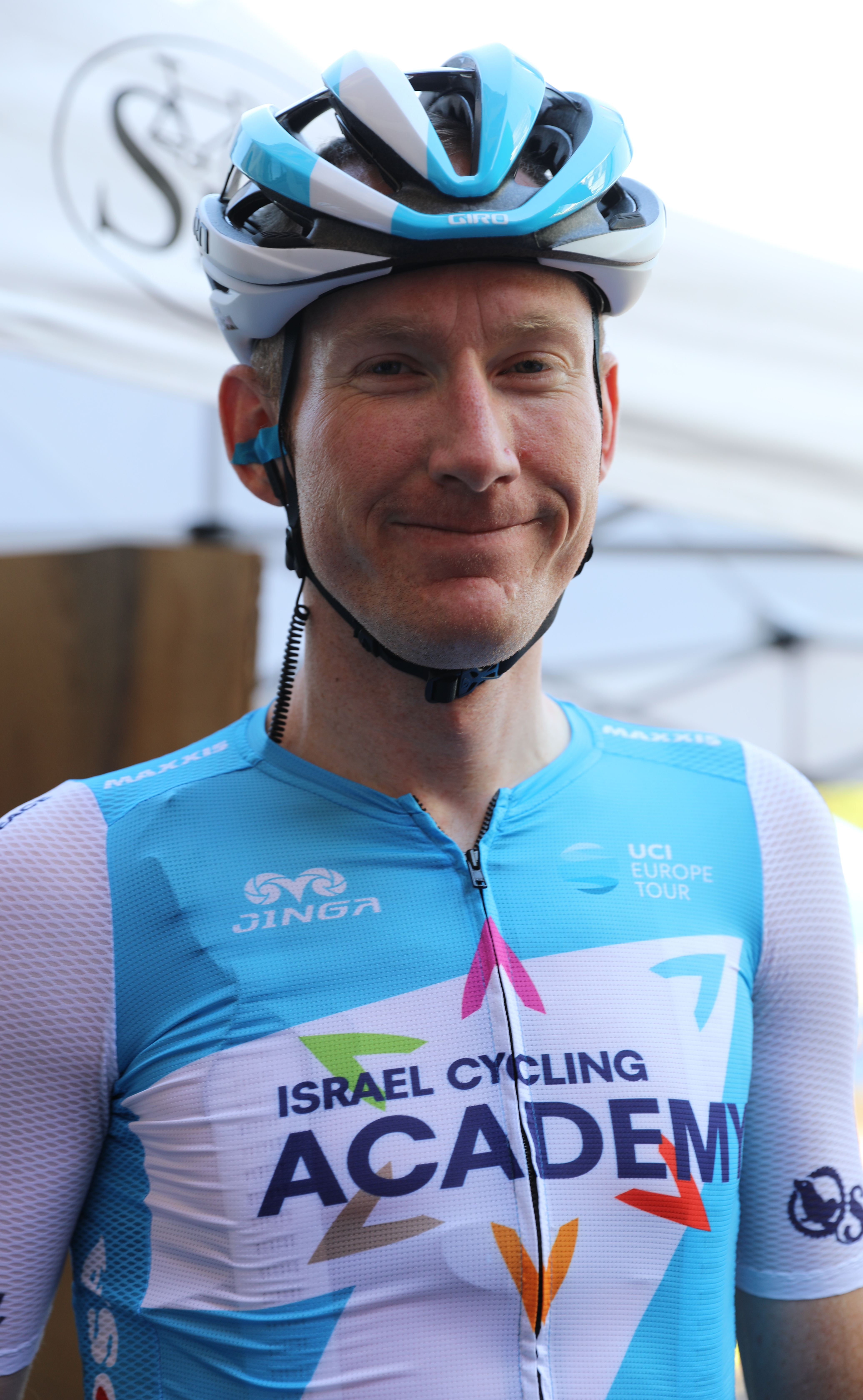
Zak Dempster (* 1987)

- Dempter, Tobias von (1583–1657), Bürgermeister von Hameln
- Dempwolf, Gertrud (1936–2025), deutsche Politikerin (CDU), MdB
- Dempwolff, Horst (1913–1983), deutscher Komponist und Filmkomponist
- Dempwolff, Otto (1871–1938), deutscher Sprachwissenschaftler und Ethnologe
- Dempwolff, Rudolf (1919–1991), deutscher Bauingenieur
- Dempwolff, Ulrich (* 1945), deutscher Mathematiker

### Dems
- Demšar, Filip Jakob (* 2000), slowenischer Hürdenläufer
- Demšar, Janez (* 1951), jugoslawischer Skispringer
- Demschar, Daniel (* 1994), australischer Skirennläufer
- Demschar, Dominic (* 1993), australischer Skirennläufer
- Demsetz, Harold (1930–2019), US-amerikanischer Ökonom
- Demske, Ulrike (* 1961), deutsche Germanistin und Hochschullehrerin
- Demski, Eva (* 1944), deutsche Schriftstellerin
- Demski, Georg (1844–1918), österreichischer Architekt und Stadtbaumeister
- Demski, Willi (1929–2012), deutscher Fußballspieler
- Demsky, Aaron (* 1938), US-amerikanischer und israelischer Namenskundler, Epigraphiker, Historiker und Hochschullehrer
- Demszky, Gábor (* 1952), ungarischer Politiker, MdEP

### Demt
- Demtrøder, Till (* 1967), deutscher Schauspieler und SynchronsprecherTill Demtrøder (* 1967)

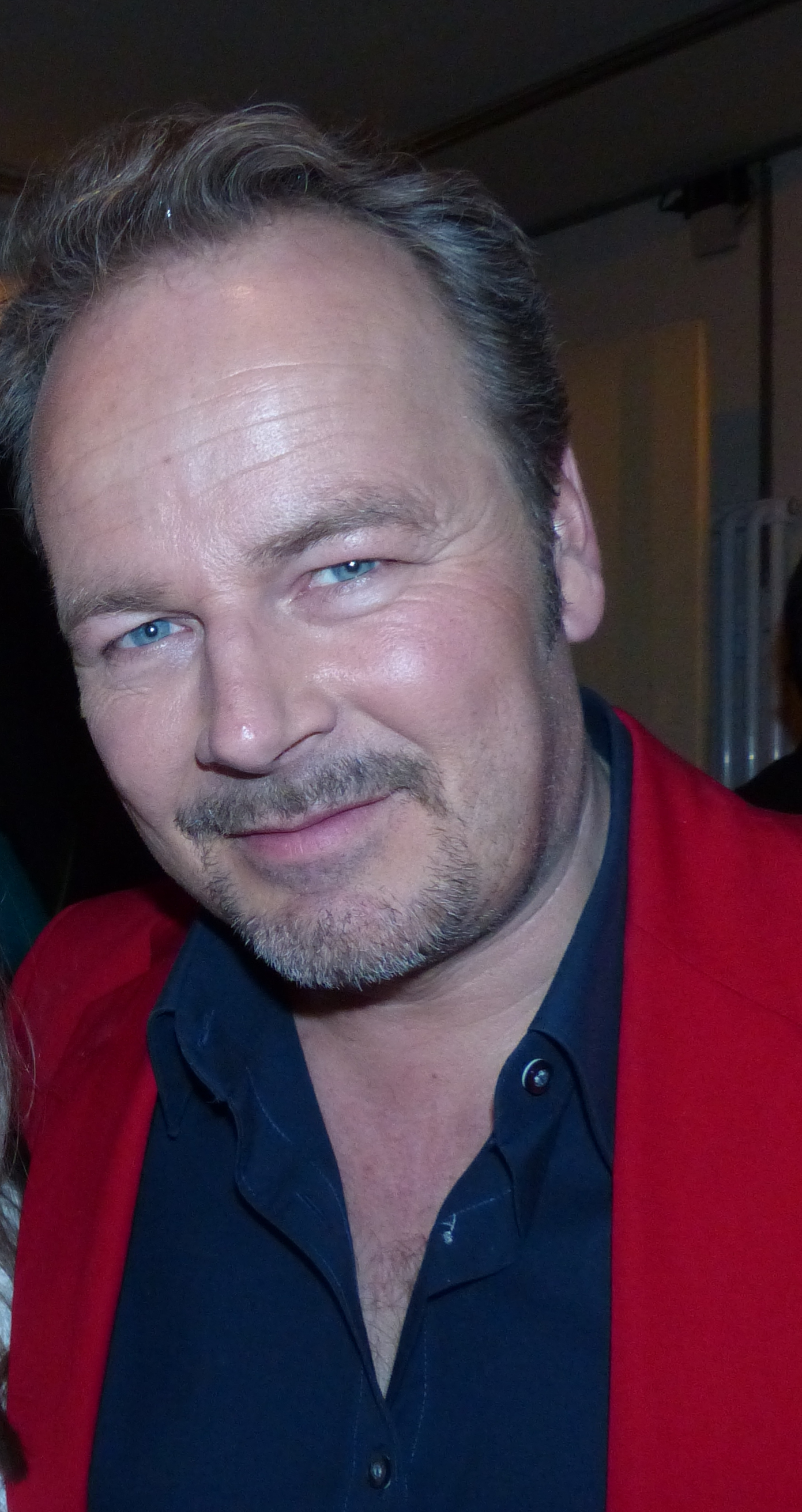
Till Demtrøder (* 1967)

- Demtröder, Wolfgang (* 1931), deutscher Physiker
- Demtschenko, Albert Michailowitsch (* 1971), russischer Rennrodler
- Demtschenko, Anton Alexandrowitsch (* 1987), russischer Schachgroßmeister
- Demtschenko, Iwan Iwanowitsch (* 1960), russischer Politiker und Duma-Abgeordneter
- Demtschenko, Wassili Wiktorowitsch (* 1994), russischer Eishockeytorwart
- Demtschenko, Wiktorija Albertowna (* 1995), russische Rennrodlerin
- Demtschuk, Petro (1900–1937), ukrainisch-sowjetischer Philosoph
- Demtschyschyn, Wolodymyr (* 1974), ukrainischer Politiker

### Demu
- Demulder, Françoise (1947–2008), französische Fotojournalistin
- DeMunn, Jeffrey (* 1947), US-amerikanischer SchauspielerJeffrey DeMunn (* 1947)

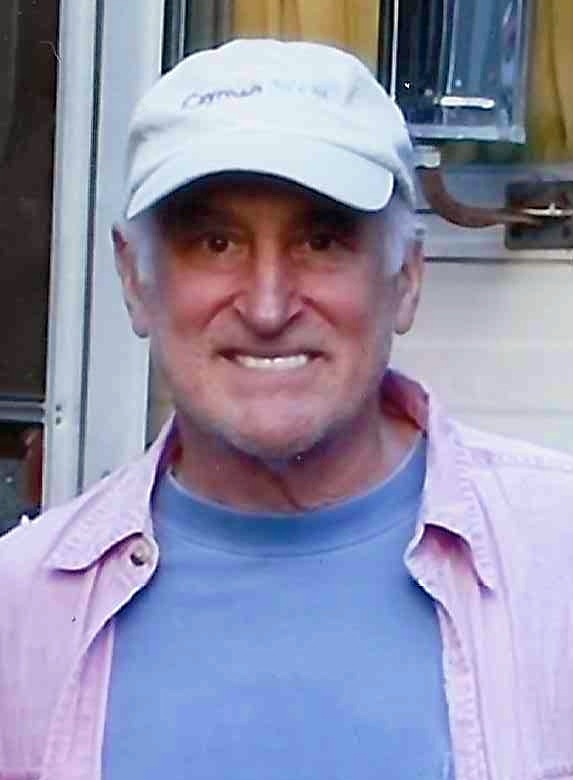
Jeffrey DeMunn (* 1947)

- Demunster, Eric (1943–2023), belgischer Radrennfahrer
- Demura, Fumio (1938–2023), japanischer Kampfkünstler und Kampfkunst-Trainer
- Demuren, Osaretin (* 1951), nigerianische Bankerin und die erste weibliche Vorsitzende der Guaranty Trust Bank
- DeMuro, Doug (* 1988), amerikanischer YouTuber, Autor, Kolumnist, Schriftsteller und Geschäftsmann
- Demurowa, Nina Michailowna (1930–2021), sowjetisch-russische Literaturwissenschaftlerin, Anglistin, Übersetzerin und Hochschullehrerin
- Demurray, Enrico, deutscher Dokumentarfilmautor, Filmproduzent und Filmregisseur
- Demus, Alexander Nikolajewitsch (* 1947), russischer Hürdenläufer
- Demus, Chaka (* 1963), jamaikanischer Musiker (DJ)
- Demus, Jörg (1928–2019), österreichischer Pianist und Komponist
- Demus, Klaus (1927–2023), österreichischer Kunsthistoriker und Lyriker
- Demus, Lashinda (* 1983), US-amerikanische Hürdenläuferin
- Demus, Otto (1902–1990), österreichischer Kunsthistoriker
- Demut, Katja (* 1983), deutsche Leichtathletin
- Demut, Trudi (1927–2000), Schweizer Bildhauerin und Malerin
- Demut-Malinowski, Wassili Iwanowitsch (1778–1846), russischer Bildhauer und Hochschullehrer
- Demuth, Anna (1921–2020), österreichische Politikerin (SPÖ), Mitglied des Bundesrates
- Demuth, Charles (1883–1935), US-amerikanischer Maler
- Demuth, Dietmar (* 1955), deutscher Fußballspieler und -trainer
- Demuth, Dustin (* 1993), deutscher Eishockeyspieler
- Demuth, Ellen (* 1982), deutsche Politikerin (CDU), MdL
- Demuth, Franz (1895–1971), deutscher KPD- und SED-Funktionär, Redakteur und Widerstandskämpfer
- Demuth, Fritz (1876–1965), deutscher Wirtschaftswissenschaftler
- Demuth, Hans-Ulrich, deutscher Biochemiker und Unternehmer
- Demuth, Helena (1820–1890), Haushälterin von Jenny und Karl MarxHelena Demuth (1820–1890)

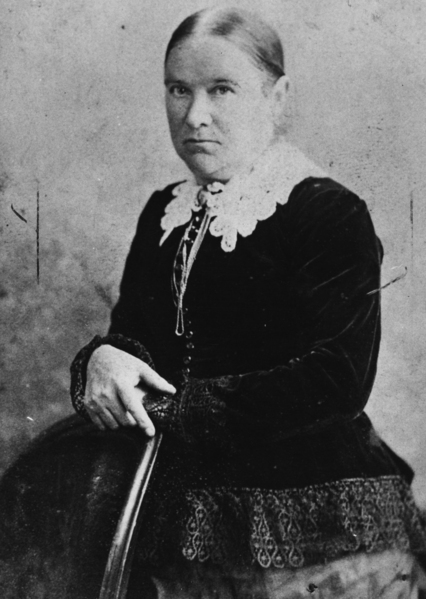
Helena Demuth (1820–1890)

- Demuth, Johann Baptist (1844–1918), deutscher Mediziner und Ernährungswissenschaftler
- Demuth, Johann Christoph (1764–1831), deutscher Schauspieler, Sänger, Musikdirektor und Stadtmusikant
- Demuth, Joseph (* 1946), US-amerikanischer Physiker
- Demuth, Leopold (1861–1910), österreichischer Opernsänger (Bariton)
- Demuth, Louise (1888–1939), österreichische Sängerin und Komponistin
- Demuth, Marc (* 1978), luxemburgischer Jazzmusiker (Bass, Komposition)
- Demuth, Michael (* 1967), deutscher Drehbuchautor
- Demuth, Michel (1939–2006), französischer Science-Fiction-Autor, -Herausgeber und Übersetzer
- Demuth, Paul (1860–1941), deutscher Buchbinder und Erfinder
- Demuth, Reinhard (1946–2011), deutscher Chemiker und Erziehungswissenschaftler
- Demuth, Silvio (* 1963), deutscher Fußballspieler
- Demuth, Stefan (1912–1988), österreichischer Politiker (SPÖ), Landtagsabgeordneter
- Demuth, Thorkild (1927–2017), dänischer Schauspieler, Regisseur und Puppenspieler
- Demuth, Volker (* 1961), deutscher Schriftsteller
- Demuyser, Albert (1920–2003), belgischer Maler und Rennstallbesitzer
- Demuysere, Jef (1907–1969), belgischer Radrennfahrer

### Demy
- Demy (* 1991), griechische Sängerin und Musicalschauspielerin
- Demy, Jacques (1931–1990), französischer Filmregisseur
- Demy, Mathieu (* 1972), französischer Schauspieler, Filmregisseur und DrehbuchautorMathieu Demy (* 1972)

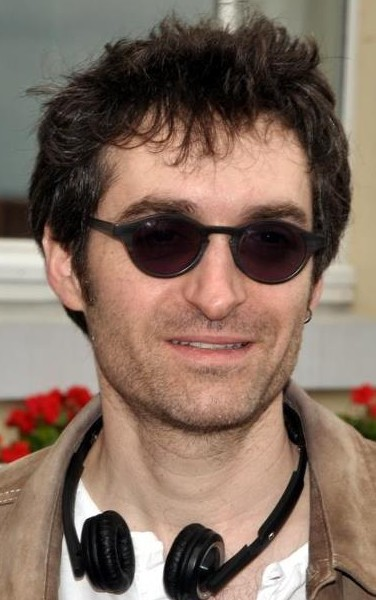
Mathieu Demy (* 1972)

- Demydenko, Olena (1985–2013), ukrainische Biathletin